# Lista de asteroides (225001-226000)
Esta é uma lista parcial de asteroides, do asteroide número 225001 até o 226000, inclusive. Veja também o índice com todas as listas disponíveis.

| Objeto Próximos à Terra | Cinturão de asteroides (interno) | Cinturão de asteroides (externo) | Centauro       |
| Cruzador de Marte       | Cinturão de asteroides (meio)    | Troianos de Júpiter              | Transnetuniano |

Veja mais dados de cada asteroide na ligação externa para o Minor Planet Center na última coluna.
Índice: 225001... 225101... 225201... 225301... 225401... 225501... 225601... 225701... 225801... 225901... 

## 225001–225100
| Designação       | Designação | Descoberta  | Descoberta           | Descobridor(es)                              | Categoria | Mais informações / Referência |
| Permanente       | Provisória | Data        | Local                | Descobridor(es)                              | Categoria | Mais informações / Referência |
| ---------------- | ---------- | ----------- | -------------------- | -------------------------------------------- | --------- | ----------------------------- |
| 225001           | 2007 EL149 | 12 mar 2007 | Mount Lemmon         | Mount Lemmon Survey                          | —         | MPC                           |
| 225002           | 2007 ED154 | 12 mar 2007 | Kitt Peak            | Spacewatch                                   | —         | MPC                           |
| 225003           | 2007 EC165 | 15 mar 2007 | Socorro              | LINEAR                                       | —         | MPC                           |
| 225004           | 2007 EM166 | 11 mar 2007 | Catalina             | CSS                                          | —         | MPC                           |
| 225005           | 2007 EW166 | 11 mar 2007 | Mount Lemmon         | Mount Lemmon Survey                          | Ursula    | MPC                           |
| 225006           | 2007 EB167 | 11 mar 2007 | Kitt Peak            | Spacewatch                                   | Eos       | MPC                           |
| 225007           | 2007 EJ167 | 12 mar 2007 | Kitt Peak            | Spacewatch                                   | —         | MPC                           |
| 225008           | 2007 EL167 | 12 mar 2007 | Catalina             | CSS                                          | —         | MPC                           |
| 225009           | 2007 ED169 | 13 mar 2007 | Kitt Peak            | Spacewatch                                   | —         | MPC                           |
| 225010           | 2007 EA181 | 14 mar 2007 | Kitt Peak            | Spacewatch                                   | —         | MPC                           |
| 225011           | 2007 EV181 | 14 mar 2007 | Kitt Peak            | Spacewatch                                   | Brangane  | MPC                           |
| 225012           | 2007 EP184 | 12 mar 2007 | Črni Vrh             | Črni Vrh                                     | —         | MPC                           |
| 225013           | 2007 EQ188 | 13 mar 2007 | Mount Lemmon         | Mount Lemmon Survey                          | —         | MPC                           |
| 225014           | 2007 ET188 | 13 mar 2007 | Mount Lemmon         | Mount Lemmon Survey                          | —         | MPC                           |
| 225015           | 2007 EG196 | 15 mar 2007 | Kitt Peak            | Spacewatch                                   | —         | MPC                           |
| 225016           | 2007 EE202 | 9 mar 2007  | Kitt Peak            | Spacewatch                                   | —         | MPC                           |
| 225017           | 2007 EB204 | 10 mar 2007 | Mount Lemmon         | Mount Lemmon Survey                          | —         | MPC                           |
| 225018           | 2007 EJ206 | 13 mar 2007 | Anderson Mesa        | LONEOS                                       | —         | MPC                           |
| 225019           | 2007 EO214 | 10 mar 2007 | Mount Lemmon         | Mount Lemmon Survey                          | —         | MPC                           |
| 225020           | 2007 EX218 | 12 mar 2007 | Kitt Peak            | Spacewatch                                   | —         | MPC                           |
| 225021           | 2007 FL    | 16 mar 2007 | Mount Lemmon         | Mount Lemmon Survey                          | —         | MPC                           |
| 225022           | 2007 FB12  | 17 mar 2007 | Socorro              | LINEAR                                       | —         | MPC                           |
| 225023           | 2007 FF15  | 16 mar 2007 | Kitt Peak            | Spacewatch                                   | —         | MPC                           |
| 225024           | 2007 FK15  | 17 mar 2007 | Anderson Mesa        | LONEOS                                       | —         | MPC                           |
| 225025           | 2007 FX18  | 20 mar 2007 | Mount Lemmon         | Mount Lemmon Survey                          | Themis    | MPC                           |
| 225026           | 2007 FB20  | 20 mar 2007 | Anderson Mesa        | LONEOS                                       | —         | MPC                           |
| 225027           | 2007 FE21  | 20 mar 2007 | Mount Lemmon         | Mount Lemmon Survey                          | —         | MPC                           |
| 225028           | 2007 FU22  | 20 mar 2007 | Kitt Peak            | Spacewatch                                   | Brangane  | MPC                           |
| 225029           | 2007 FU24  | 20 mar 2007 | Mount Lemmon         | Mount Lemmon Survey                          | —         | MPC                           |
| 225030           | 2007 FN25  | 20 mar 2007 | Kitt Peak            | Spacewatch                                   | —         | MPC                           |
| 225031           | 2007 FA26  | 20 mar 2007 | Mount Lemmon         | Mount Lemmon Survey                          | —         | MPC                           |
| 225032           | 2007 FH29  | 20 mar 2007 | Mount Lemmon         | Mount Lemmon Survey                          | —         | MPC                           |
| 225033           | 2007 FM35  | 23 mar 2007 | Moletai              | Molėtai Obs.                                 | —         | MPC                           |
| 225034           | 2007 FY39  | 17 mar 2007 | Anderson Mesa        | LONEOS                                       | —         | MPC                           |
| 225035           | 2007 FB42  | 26 mar 2007 | Mount Lemmon         | Mount Lemmon Survey                          | —         | MPC                           |
| 225036           | 2007 FJ42  | 26 mar 2007 | Mount Lemmon         | Mount Lemmon Survey                          | —         | MPC                           |
| 225037           | 2007 FR43  | 16 mar 2007 | Mount Lemmon         | Mount Lemmon Survey                          | —         | MPC                           |
| 225038           | 2007 GT2   | 7 abr 2007  | Mount Lemmon         | Mount Lemmon Survey                          | —         | MPC                           |
| 225039           | 2007 GY4   | 11 abr 2007 | 7300 Observatory     | W. K. Y. Yeung                               | —         | MPC                           |
| 225040           | 2007 GO5   | 14 abr 2007 | Jarnac               | Jarnac Obs.                                  | —         | MPC                           |
| 225041           | 2007 GR7   | 7 abr 2007  | Mount Lemmon         | Mount Lemmon Survey                          | —         | MPC                           |
| 225042           | 2007 GQ9   | 8 abr 2007  | Siding Spring        | SSS                                          | —         | MPC                           |
| 225043           | 2007 GN11  | 11 abr 2007 | Kitt Peak            | Spacewatch                                   | —         | MPC                           |
| 225044           | 2007 GT14  | 11 abr 2007 | Kitt Peak            | Spacewatch                                   | —         | MPC                           |
| 225045           | 2007 GE16  | 11 abr 2007 | Kitt Peak            | Spacewatch                                   | —         | MPC                           |
| 225046           | 2007 GY16  | 11 abr 2007 | Kitt Peak            | Spacewatch                                   | —         | MPC                           |
| 225047           | 2007 GN18  | 11 abr 2007 | Kitt Peak            | Spacewatch                                   | —         | MPC                           |
| 225048           | 2007 GV18  | 11 abr 2007 | Kitt Peak            | Spacewatch                                   | —         | MPC                           |
| 225049           | 2007 GV24  | 11 abr 2007 | Siding Spring        | SSS                                          | —         | MPC                           |
| 225050           | 2007 GF41  | 14 abr 2007 | Kitt Peak            | Spacewatch                                   | —         | MPC                           |
| 225051           | 2007 GN41  | 14 abr 2007 | Kitt Peak            | Spacewatch                                   | —         | MPC                           |
| 225052           | 2007 GV45  | 14 abr 2007 | Kitt Peak            | Spacewatch                                   | —         | MPC                           |
| 225053           | 2007 GP58  | 15 abr 2007 | Mount Lemmon         | Mount Lemmon Survey                          | —         | MPC                           |
| 225054           | 2007 GY61  | 15 abr 2007 | Catalina             | CSS                                          | Meliboea  | MPC                           |
| 225055           | 2007 GE73  | 15 abr 2007 | Catalina             | CSS                                          | —         | MPC                           |
| 225056           | 2007 GL73  | 15 abr 2007 | Catalina             | CSS                                          | Brangane  | MPC                           |
| 225057           | 2007 HK    | 16 abr 2007 | Altschwendt          | W. Ries                                      | Themis    | MPC                           |
| 225058           | 2007 HG3   | 16 abr 2007 | Mount Lemmon         | Mount Lemmon Survey                          | —         | MPC                           |
| 225059           | 2007 HJ3   | 16 abr 2007 | Catalina             | CSS                                          | —         | MPC                           |
| 225060           | 2007 HG4   | 16 abr 2007 | 7300 Observatory     | W. K. Y. Yeung                               | —         | MPC                           |
| 225061           | 2007 HV10  | 18 abr 2007 | Mount Lemmon         | Mount Lemmon Survey                          | —         | MPC                           |
| 225062           | 2007 HS11  | 18 abr 2007 | Mount Lemmon         | Mount Lemmon Survey                          | —         | MPC                           |
| 225063           | 2007 HG16  | 20 abr 2007 | Lulin Observatory    | LUSS                                         | —         | MPC                           |
| 225064           | 2007 HS27  | 18 abr 2007 | Kitt Peak            | Spacewatch                                   | —         | MPC                           |
| 225065           | 2007 HE33  | 19 abr 2007 | Mount Lemmon         | Mount Lemmon Survey                          | —         | MPC                           |
| 225066           | 2007 HN44  | 16 abr 2007 | Catalina             | CSS                                          | —         | MPC                           |
| 225067           | 2007 HR47  | 20 abr 2007 | Kitt Peak            | Spacewatch                                   | Ursula    | MPC                           |
| 225068           | 2007 HE59  | 18 abr 2007 | Mount Lemmon         | Mount Lemmon Survey                          | —         | MPC                           |
| 225069           | 2007 HM60  | 20 abr 2007 | Mount Lemmon         | Mount Lemmon Survey                          | —         | MPC                           |
| 225070           | 2007 HM62  | 22 abr 2007 | Mount Lemmon         | Mount Lemmon Survey                          | —         | MPC                           |
| 225071           | 2007 HE70  | 25 abr 2007 | Tiki                 | S. F. Hönig, N. Teamo                        | —         | MPC                           |
| 225072           | 2007 HT84  | 22 abr 2007 | Kitt Peak            | Spacewatch                                   | —         | MPC                           |
| 225073           | 2007 HK90  | 23 abr 2007 | Catalina             | CSS                                          | —         | MPC                           |
| 225074           | 2007 HH91  | 18 abr 2007 | Mount Lemmon         | Mount Lemmon Survey                          | —         | MPC                           |
| 225075           | 2007 HT95  | 19 abr 2007 | Mount Lemmon         | Mount Lemmon Survey                          | —         | MPC                           |
| 225076 Vallemare | 2007 JT2   | 8 mai 2007  | Vallemare di Borbona | V. S. Casulli                                | —         | MPC                           |
| 225077           | 2007 JA4   | 7 mai 2007  | Kitt Peak            | Spacewatch                                   | Brangane  | MPC                           |
| 225078           | 2007 JM4   | 7 mai 2007  | Catalina             | CSS                                          | —         | MPC                           |
| 225079           | 2007 JF19  | 10 mai 2007 | Kitt Peak            | Spacewatch                                   | Maria     | MPC                           |
| 225080           | 2007 JA23  | 13 mai 2007 | Tiki                 | S. F. Hönig, N. Teamo                        | —         | MPC                           |
| 225081           | 2007 JH25  | 9 mai 2007  | Mount Lemmon         | Mount Lemmon Survey                          | —         | MPC                           |
| 225082           | 2007 JL28  | 10 mai 2007 | Mount Lemmon         | Mount Lemmon Survey                          | —         | MPC                           |
| 225083           | 2007 KZ5   | 24 mai 2007 | Mount Lemmon         | Mount Lemmon Survey                          | —         | MPC                           |
| 225084           | 2007 KK6   | 25 mai 2007 | Mount Lemmon         | Mount Lemmon Survey                          | —         | MPC                           |
| 225085           | 2007 LB1   | 8 jun 2007  | Kitt Peak            | Spacewatch                                   | —         | MPC                           |
| 225086           | 2007 LB3   | 8 jun 2007  | Kitt Peak            | Spacewatch                                   | —         | MPC                           |
| 225087           | 2007 LZ8   | 8 jun 2007  | Catalina             | CSS                                          | Ursula    | MPC                           |
| 225088           | 2007 OR10  | 17 jul 2007 | Palomar              | M. E. Schwamb, M. E. Brown, D. L. Rabinowitz | Juno      | MPC                           |
| 225089           | 2007 PG28  | 14 ago 2007 | Bisei SG Center      | BATTeRS                                      | Vesta     | MPC                           |
| 225090           | 2007 TH10  | 6 out 2007  | Socorro              | LINEAR                                       | —         | MPC                           |
| 225091           | 2007 TJ350 | 14 out 2007 | Mount Lemmon         | Mount Lemmon Survey                          | Vesta     | MPC                           |
| 225092           | 2008 AW27  | 10 jan 2008 | Mount Lemmon         | Mount Lemmon Survey                          | —         | MPC                           |
| 225093           | 2008 AF115 | 10 jan 2008 | Mount Lemmon         | Mount Lemmon Survey                          | —         | MPC                           |
| 225094           | 2008 CU25  | 1 fev 2008  | Kitt Peak            | Spacewatch                                   | —         | MPC                           |
| 225095           | 2008 CD140 | 8 fev 2008  | Kitt Peak            | Spacewatch                                   | —         | MPC                           |
| 225096           | 2008 DU    | 24 fev 2008 | Piszkéstető          | K. Sárneczky                                 | —         | MPC                           |
| 225097           | 2008 DX14  | 26 fev 2008 | Mount Lemmon         | Mount Lemmon Survey                          | —         | MPC                           |
| 225098           | 2008 DB16  | 27 fev 2008 | Kitt Peak            | Spacewatch                                   | —         | MPC                           |
| 225099           | 2008 DM32  | 27 fev 2008 | Kitt Peak            | Spacewatch                                   | —         | MPC                           |
| 225100           | 2008 DE35  | 27 fev 2008 | Kitt Peak            | Spacewatch                                   | —         | MPC                           |

## 225101–225200
| Designação | Designação | Descoberta  | Descoberta   | Descobridor(es)     | Categoria | Mais informações / Referência |
| Permanente | Provisória | Data        | Local        | Descobridor(es)     | Categoria | Mais informações / Referência |
| ---------- | ---------- | ----------- | ------------ | ------------------- | --------- | ----------------------------- |
| 225101     | 2008 DS35  | 27 fev 2008 | Kitt Peak    | Spacewatch          | —         | MPC                           |
| 225102     | 2008 DD39  | 27 fev 2008 | Mount Lemmon | Mount Lemmon Survey | —         | MPC                           |
| 225103     | 2008 DL40  | 27 fev 2008 | Kitt Peak    | Spacewatch          | —         | MPC                           |
| 225104     | 2008 DZ66  | 29 fev 2008 | Kitt Peak    | Spacewatch          | —         | MPC                           |
| 225105     | 2008 DX67  | 29 fev 2008 | Kitt Peak    | Spacewatch          | —         | MPC                           |
| 225106     | 2008 DN68  | 29 fev 2008 | Kitt Peak    | Spacewatch          | —         | MPC                           |
| 225107     | 2008 DD69  | 29 fev 2008 | Kitt Peak    | Spacewatch          | —         | MPC                           |
| 225108     | 2008 DQ69  | 29 fev 2008 | Kitt Peak    | Spacewatch          | —         | MPC                           |
| 225109     | 2008 DC76  | 28 fev 2008 | Mount Lemmon | Mount Lemmon Survey | —         | MPC                           |
| 225110     | 2008 DP82  | 28 fev 2008 | Kitt Peak    | Spacewatch          | —         | MPC                           |
| 225111     | 2008 ED    | 1 mar 2008  | Mount Lemmon | Mount Lemmon Survey | Juno      | MPC                           |
| 225112     | 2008 EH4   | 2 mar 2008  | Kitt Peak    | Spacewatch          | —         | MPC                           |
| 225113     | 2008 EL9   | 9 mar 2008  | Socorro      | LINEAR              | Juno      | MPC                           |
| 225114     | 2008 EY14  | 1 mar 2008  | Kitt Peak    | Spacewatch          | —         | MPC                           |
| 225115     | 2008 EY41  | 4 mar 2008  | Kitt Peak    | Spacewatch          | —         | MPC                           |
| 225116     | 2008 EE45  | 5 mar 2008  | Kitt Peak    | Spacewatch          | —         | MPC                           |
| 225117     | 2008 EX45  | 5 mar 2008  | Kitt Peak    | Spacewatch          | —         | MPC                           |
| 225118     | 2008 EF76  | 7 mar 2008  | Mount Lemmon | Mount Lemmon Survey | —         | MPC                           |
| 225119     | 2008 EV77  | 7 mar 2008  | Kitt Peak    | Spacewatch          | —         | MPC                           |
| 225120     | 2008 EE82  | 5 mar 2008  | Socorro      | LINEAR              | —         | MPC                           |
| 225121     | 2008 ES100 | 6 mar 2008  | Mount Lemmon | Mount Lemmon Survey | Juno      | MPC                           |
| 225122     | 2008 EK123 | 9 mar 2008  | Kitt Peak    | Spacewatch          | —         | MPC                           |
| 225123     | 2008 EV131 | 11 mar 2008 | Kitt Peak    | Spacewatch          | —         | MPC                           |
| 225124     | 2008 EZ134 | 11 mar 2008 | Kitt Peak    | Spacewatch          | —         | MPC                           |
| 225125     | 2008 EP137 | 11 mar 2008 | Kitt Peak    | Spacewatch          | —         | MPC                           |
| 225126     | 2008 EE149 | 3 mar 2008  | Kitt Peak    | Spacewatch          | —         | MPC                           |
| 225127     | 2008 FP10  | 26 mar 2008 | Kitt Peak    | Spacewatch          | —         | MPC                           |
| 225128     | 2008 FH40  | 28 mar 2008 | Kitt Peak    | Spacewatch          | —         | MPC                           |
| 225129     | 2008 FR55  | 28 mar 2008 | Mount Lemmon | Mount Lemmon Survey | —         | MPC                           |
| 225130     | 2008 FK59  | 29 mar 2008 | Kitt Peak    | Spacewatch          | —         | MPC                           |
| 225131     | 2008 FF67  | 28 mar 2008 | Kitt Peak    | Spacewatch          | —         | MPC                           |
| 225132     | 2008 FC68  | 28 mar 2008 | Mount Lemmon | Mount Lemmon Survey | —         | MPC                           |
| 225133     | 2008 FK69  | 28 mar 2008 | Mount Lemmon | Mount Lemmon Survey | Phocaea   | MPC                           |
| 225134     | 2008 FJ70  | 28 mar 2008 | Kitt Peak    | Spacewatch          | —         | MPC                           |
| 225135     | 2008 FC79  | 27 mar 2008 | Mount Lemmon | Mount Lemmon Survey | —         | MPC                           |
| 225136     | 2008 FT94  | 29 mar 2008 | Kitt Peak    | Spacewatch          | —         | MPC                           |
| 225137     | 2008 FW94  | 29 mar 2008 | Kitt Peak    | Spacewatch          | —         | MPC                           |
| 225138     | 2008 FT98  | 30 mar 2008 | Catalina     | CSS                 | —         | MPC                           |
| 225139     | 2008 FY99  | 30 mar 2008 | Kitt Peak    | Spacewatch          | —         | MPC                           |
| 225140     | 2008 FC101 | 30 mar 2008 | Kitt Peak    | Spacewatch          | —         | MPC                           |
| 225141     | 2008 FX102 | 30 mar 2008 | Kitt Peak    | Spacewatch          | —         | MPC                           |
| 225142     | 2008 FE107 | 31 mar 2008 | Kitt Peak    | Spacewatch          | Mitidika  | MPC                           |
| 225143     | 2008 FW123 | 29 mar 2008 | Kitt Peak    | Spacewatch          | —         | MPC                           |
| 225144     | 2008 FT128 | 29 mar 2008 | Mount Lemmon | Mount Lemmon Survey | —         | MPC                           |
| 225145     | 2008 GC    | 1 abr 2008  | Jarnac       | Jarnac Obs.         | —         | MPC                           |
| 225146     | 2008 GQ1   | 2 abr 2008  | La Sagra     | Mallorca Obs.       | —         | MPC                           |
| 225147     | 2008 GQ8   | 1 abr 2008  | Mount Lemmon | Mount Lemmon Survey | —         | MPC                           |
| 225148     | 2008 GC23  | 1 abr 2008  | Mount Lemmon | Mount Lemmon Survey | —         | MPC                           |
| 225149     | 2008 GV23  | 1 abr 2008  | Mount Lemmon | Mount Lemmon Survey | —         | MPC                           |
| 225150     | 2008 GR46  | 4 abr 2008  | Kitt Peak    | Spacewatch          | —         | MPC                           |
| 225151     | 2008 GN47  | 4 abr 2008  | Kitt Peak    | Spacewatch          | —         | MPC                           |
| 225152     | 2008 GB52  | 5 abr 2008  | Mount Lemmon | Mount Lemmon Survey | —         | MPC                           |
| 225153     | 2008 GK64  | 5 abr 2008  | Kitt Peak    | Spacewatch          | —         | MPC                           |
| 225154     | 2008 GK65  | 6 abr 2008  | Kitt Peak    | Spacewatch          | —         | MPC                           |
| 225155     | 2008 GO65  | 6 abr 2008  | Kitt Peak    | Spacewatch          | —         | MPC                           |
| 225156     | 2008 GG67  | 6 abr 2008  | Kitt Peak    | Spacewatch          | —         | MPC                           |
| 225157     | 2008 GP69  | 6 abr 2008  | Mount Lemmon | Mount Lemmon Survey | —         | MPC                           |
| 225158     | 2008 GP77  | 7 abr 2008  | Kitt Peak    | Spacewatch          | —         | MPC                           |
| 225159     | 2008 GF83  | 8 abr 2008  | Kitt Peak    | Spacewatch          | —         | MPC                           |
| 225160     | 2008 GL96  | 8 abr 2008  | Kitt Peak    | Spacewatch          | —         | MPC                           |
| 225161     | 2008 GS97  | 8 abr 2008  | Kitt Peak    | Spacewatch          | —         | MPC                           |
| 225162     | 2008 GY99  | 9 abr 2008  | Kitt Peak    | Spacewatch          | —         | MPC                           |
| 225163     | 2008 GH102 | 10 abr 2008 | Kitt Peak    | Spacewatch          | —         | MPC                           |
| 225164     | 2008 GC114 | 9 abr 2008  | Kitt Peak    | Spacewatch          | —         | MPC                           |
| 225165     | 2008 GZ117 | 11 abr 2008 | Mount Lemmon | Mount Lemmon Survey | —         | MPC                           |
| 225166     | 2008 GF119 | 11 abr 2008 | Kitt Peak    | Spacewatch          | Mitidika  | MPC                           |
| 225167     | 2008 GR121 | 13 abr 2008 | Kitt Peak    | Spacewatch          | —         | MPC                           |
| 225168     | 2008 GN129 | 3 abr 2008  | Kitt Peak    | Spacewatch          | —         | MPC                           |
| 225169     | 2008 GK130 | 5 abr 2008  | Kitt Peak    | Spacewatch          | —         | MPC                           |
| 225170     | 2008 GA141 | 14 abr 2008 | Kitt Peak    | Spacewatch          | —         | MPC                           |
| 225171     | 2008 HC1   | 24 abr 2008 | Kitt Peak    | Spacewatch          | —         | MPC                           |
| 225172     | 2008 HC3   | 25 abr 2008 | Kitt Peak    | Spacewatch          | Juno      | MPC                           |
| 225173     | 2008 HW3   | 28 abr 2008 | La Sagra     | Mallorca Obs.       | —         | MPC                           |
| 225174     | 2008 HO5   | 24 abr 2008 | Kitt Peak    | Spacewatch          | —         | MPC                           |
| 225175     | 2008 HG11  | 24 abr 2008 | Kitt Peak    | Spacewatch          | —         | MPC                           |
| 225176     | 2008 HV18  | 26 abr 2008 | Mount Lemmon | Mount Lemmon Survey | —         | MPC                           |
| 225177     | 2008 HP32  | 29 abr 2008 | Mount Lemmon | Mount Lemmon Survey | —         | MPC                           |
| 225178     | 2008 HL33  | 25 abr 2008 | Kitt Peak    | Spacewatch          | —         | MPC                           |
| 225179     | 2008 HF35  | 28 abr 2008 | Kitt Peak    | Spacewatch          | —         | MPC                           |
| 225180     | 2008 HN38  | 25 abr 2008 | Mount Lemmon | Mount Lemmon Survey | —         | MPC                           |
| 225181     | 2008 HB39  | 26 abr 2008 | Mount Lemmon | Mount Lemmon Survey | —         | MPC                           |
| 225182     | 2008 HU45  | 28 abr 2008 | Kitt Peak    | Spacewatch          | —         | MPC                           |
| 225183     | 2008 HO46  | 28 abr 2008 | Kitt Peak    | Spacewatch          | —         | MPC                           |
| 225184     | 2008 HX54  | 29 abr 2008 | Kitt Peak    | Spacewatch          | —         | MPC                           |
| 225185     | 2008 HC56  | 29 abr 2008 | Kitt Peak    | Spacewatch          | —         | MPC                           |
| 225186     | 2008 HQ58  | 30 abr 2008 | Kitt Peak    | Spacewatch          | —         | MPC                           |
| 225187     | 2008 HM60  | 28 abr 2008 | Mount Lemmon | Mount Lemmon Survey | —         | MPC                           |
| 225188     | 2008 HG61  | 30 abr 2008 | Kitt Peak    | Spacewatch          | —         | MPC                           |
| 225189     | 2008 HG62  | 30 abr 2008 | Kitt Peak    | Spacewatch          | —         | MPC                           |
| 225190     | 2008 HG63  | 29 abr 2008 | Mount Lemmon | Mount Lemmon Survey | —         | MPC                           |
| 225191     | 2008 JZ1   | 2 mai 2008  | Mount Lemmon | Mount Lemmon Survey | —         | MPC                           |
| 225192     | 2008 JX5   | 1 mai 2008  | Catalina     | CSS                 | —         | MPC                           |
| 225193     | 2008 JC12  | 3 mai 2008  | Kitt Peak    | Spacewatch          | —         | MPC                           |
| 225194     | 2008 JO12  | 3 mai 2008  | Kitt Peak    | Spacewatch          | —         | MPC                           |
| 225195     | 2008 JY13  | 6 mai 2008  | Mount Lemmon | Mount Lemmon Survey | —         | MPC                           |
| 225196     | 2008 JK17  | 3 mai 2008  | Mount Lemmon | Mount Lemmon Survey | —         | MPC                           |
| 225197     | 2008 JW18  | 5 mai 2008  | Mount Lemmon | Mount Lemmon Survey | —         | MPC                           |
| 225198     | 2008 JR25  | 8 mai 2008  | Kitt Peak    | Spacewatch          | —         | MPC                           |
| 225199     | 2008 JK28  | 8 mai 2008  | Kitt Peak    | Spacewatch          | —         | MPC                           |
| 225200     | 2008 JT34  | 15 mai 2008 | Kitt Peak    | Spacewatch          | —         | MPC                           |

## 225201–225300
| Designação            | Designação | Descoberta  | Descoberta         | Descobridor(es)             | Categoria | Mais informações / Referência |
| Permanente            | Provisória | Data        | Local              | Descobridor(es)             | Categoria | Mais informações / Referência |
| --------------------- | ---------- | ----------- | ------------------ | --------------------------- | --------- | ----------------------------- |
| 225201                | 2008 KT7   | 27 mai 2008 | Kitt Peak          | Spacewatch                  | —         | MPC                           |
| 225202                | 2008 KE25  | 29 mai 2008 | Mount Lemmon       | Mount Lemmon Survey         | —         | MPC                           |
| 225203                | 2008 KM36  | 29 mai 2008 | Mount Lemmon       | Mount Lemmon Survey         | —         | MPC                           |
| 225204                | 2008 KN39  | 30 mai 2008 | Kitt Peak          | Spacewatch                  | —         | MPC                           |
| 225205                | 2008 KO41  | 31 mai 2008 | Kitt Peak          | Spacewatch                  | —         | MPC                           |
| 225206                | 2008 LP    | 1 jun 2008  | Mount Lemmon       | Mount Lemmon Survey         | —         | MPC                           |
| 225207                | 2008 LG12  | 8 jun 2008  | Kitt Peak          | Spacewatch                  | —         | MPC                           |
| 225208                | 2008 NM1   | 4 jul 2008  | Dauban             | F. Kugel                    | —         | MPC                           |
| 225209                | 2008 OT20  | 29 jul 2008 | Kitt Peak          | Spacewatch                  | Vesta     | MPC                           |
| 225210                | 2008 QB31  | 30 ago 2008 | Socorro            | LINEAR                      | Vesta     | MPC                           |
| 225211                | 2008 QG42  | 23 ago 2008 | Kitt Peak          | Spacewatch                  | Vesta     | MPC                           |
| 225212                | 2008 RF25  | 3 set 2008  | Goodricke-Pigott   | R. A. Tucker                | Vesta     | MPC                           |
| 225213                | 2008 RJ27  | 8 set 2008  | Dauban             | F. Kugel                    | Vesta     | MPC                           |
| 225214                | 2008 RM58  | 3 set 2008  | Kitt Peak          | Spacewatch                  | Vesta     | MPC                           |
| 225215                | 2008 RB65  | 4 set 2008  | Kitt Peak          | Spacewatch                  | Vesta     | MPC                           |
| 225216                | 2008 RV76  | 6 set 2008  | Catalina           | CSS                         | Vesta     | MPC                           |
| 225217                | 2008 RA83  | 4 set 2008  | Kitt Peak          | Spacewatch                  | Vesta     | MPC                           |
| 225218                | 2008 RD95  | 7 set 2008  | Mount Lemmon       | Mount Lemmon Survey         | Vesta     | MPC                           |
| 225219                | 2008 RO126 | 4 set 2008  | Kitt Peak          | Spacewatch                  | Vesta     | MPC                           |
| 225220                | 2008 RX128 | 5 set 2008  | Kitt Peak          | Spacewatch                  | Vesta     | MPC                           |
| 225221                | 2008 SN22  | 19 set 2008 | Kitt Peak          | Spacewatch                  | Vesta     | MPC                           |
| 225222                | 2008 SP32  | 20 set 2008 | Kitt Peak          | Spacewatch                  | Vesta     | MPC                           |
| 225223                | 2008 SV36  | 20 set 2008 | Mount Lemmon       | Mount Lemmon Survey         | Vesta     | MPC                           |
| 225224                | 2008 SH41  | 20 set 2008 | Catalina           | CSS                         | Vesta     | MPC                           |
| 225225 Ninagrunewald  | 2008 SZ82  | 26 set 2008 | Wildberg           | R. Apitzsch                 | —         | MPC                           |
| 225226                | 2008 SH213 | 29 set 2008 | Mount Lemmon       | Mount Lemmon Survey         | Vesta     | MPC                           |
| 225227                | 2008 TO65  | 2 out 2008  | Catalina           | CSS                         | Vesta     | MPC                           |
| 225228                | 2008 TE92  | 4 out 2008  | La Sagra           | Mallorca Obs.               | Vesta     | MPC                           |
| 225229                | 2008 TB149 | 9 out 2008  | Mount Lemmon       | Mount Lemmon Survey         | Vesta     | MPC                           |
| 225230                | 2008 UX4   | 25 out 2008 | Kachina            | J. Hobart                   | Vesta     | MPC                           |
| 225231                | 2009 HE12  | 18 abr 2009 | Piszkéstető        | K. Sárneczky                | —         | MPC                           |
| 225232 Kircheva       | 2009 OD2   | 21 jul 2009 | Zvezdno Obshtestvo | F. Fratev                   | —         | MPC                           |
| 225233                | 2009 OJ3   | 20 jul 2009 | La Sagra           | Mallorca Obs.               | —         | MPC                           |
| 225234                | 2009 PB1   | 12 ago 2009 | Socorro            | LINEAR                      | —         | MPC                           |
| 225235                | 2009 PJ12  | 15 ago 2009 | Catalina           | CSS                         | —         | MPC                           |
| 225236                | 2009 PP14  | 15 ago 2009 | Kitt Peak          | Spacewatch                  | —         | MPC                           |
| 225237                | 2009 PV15  | 15 ago 2009 | Kitt Peak          | Spacewatch                  | —         | MPC                           |
| 225238 Hristobotev    | 2009 QJ5   | 17 ago 2009 | Zvezdno Obshtestvo | F. Fratev                   | Chloris   | MPC                           |
| 225239 Ruthproell     | 2009 QG8   | 19 ago 2009 | Wildberg           | R. Apitzsch                 | —         | MPC                           |
| 225240                | 2009 QY8   | 20 ago 2009 | Calvin-Rehoboth    | L. A. Molnar                | —         | MPC                           |
| 225241                | 2009 QO13  | 16 ago 2009 | Kitt Peak          | Spacewatch                  | —         | MPC                           |
| 225242                | 2009 QL14  | 16 ago 2009 | Kitt Peak          | Spacewatch                  | —         | MPC                           |
| 225243                | 2009 QU22  | 20 ago 2009 | La Sagra           | Mallorca Obs.               | —         | MPC                           |
| 225244                | 2009 QE27  | 23 ago 2009 | Dauban             | F. Kugel                    | —         | MPC                           |
| 225245                | 2009 QC28  | 19 ago 2009 | Kitt Peak          | Spacewatch                  | —         | MPC                           |
| 225246                | 2009 QX28  | 23 ago 2009 | La Sagra           | Mallorca Obs.               | —         | MPC                           |
| 225247                | 2009 QY32  | 24 ago 2009 | Črni Vrh           | Črni Vrh                    | —         | MPC                           |
| 225248                | 2009 QJ33  | 24 ago 2009 | La Sagra           | Mallorca Obs.               | —         | MPC                           |
| 225249                | 2009 QT33  | 26 ago 2009 | Zvezdno Obshtestvo | Zvezdno Obshtestvo Obs.     | —         | MPC                           |
| 225250 Georgfranziska | 2009 QU36  | 30 ago 2009 | Taunus             | S. Karge, U. Zimmer         | —         | MPC                           |
| 225251                | 2009 QF44  | 27 ago 2009 | Kitt Peak          | Spacewatch                  | —         | MPC                           |
| 225252                | 2009 QQ47  | 28 ago 2009 | La Sagra           | Mallorca Obs.               | —         | MPC                           |
| 225253                | 2009 RP1   | 11 set 2009 | La Sagra           | Mallorca Obs.               | —         | MPC                           |
| 225254 Flury          | 2009 RL2   | 10 set 2009 | ESA OGS            | M. Busch, R. Kresken        | —         | MPC                           |
| 225255                | 2009 RA3   | 10 set 2009 | Catalina           | CSS                         | —         | MPC                           |
| 225256                | 2009 RO3   | 12 set 2009 | Socorro            | LINEAR                      | —         | MPC                           |
| 225257                | 2009 RJ5   | 10 set 2009 | Catalina           | CSS                         | —         | MPC                           |
| 225258                | 2009 RL16  | 12 set 2009 | Kitt Peak          | Spacewatch                  | —         | MPC                           |
| 225259                | 2009 RH17  | 12 set 2009 | Kitt Peak          | Spacewatch                  | —         | MPC                           |
| 225260                | 2009 RK17  | 12 set 2009 | Kitt Peak          | Spacewatch                  | —         | MPC                           |
| 225261                | 2009 RC24  | 15 set 2009 | Kitt Peak          | Spacewatch                  | —         | MPC                           |
| 225262                | 2009 RX26  | 12 set 2009 | Kitt Peak          | Spacewatch                  | —         | MPC                           |
| 225263                | 2009 RQ30  | 14 set 2009 | Kitt Peak          | Spacewatch                  | —         | MPC                           |
| 225264                | 2009 RT34  | 14 set 2009 | Kitt Peak          | Spacewatch                  | —         | MPC                           |
| 225265                | 2009 RD47  | 15 set 2009 | Kitt Peak          | Spacewatch                  | —         | MPC                           |
| 225266                | 2009 RN47  | 15 set 2009 | Kitt Peak          | Spacewatch                  | —         | MPC                           |
| 225267                | 2009 RS47  | 15 set 2009 | Kitt Peak          | Spacewatch                  | —         | MPC                           |
| 225268                | 2009 RT47  | 15 set 2009 | Kitt Peak          | Spacewatch                  | —         | MPC                           |
| 225269                | 2009 SO15  | 19 set 2009 | Bisei SG Center    | BATTeRS                     | —         | MPC                           |
| 225270                | 2009 SF30  | 16 set 2009 | Kitt Peak          | Spacewatch                  | —         | MPC                           |
| 225271                | 2009 SO61  | 17 set 2009 | Kitt Peak          | Spacewatch                  | —         | MPC                           |
| 225272                | 2009 SE76  | 17 set 2009 | Kitt Peak          | Spacewatch                  | —         | MPC                           |
| 225273                | 2128 P-L   | 26 set 1960 | Palomar            | PLS                         | —         | MPC                           |
| 225274                | 6781 P-L   | 24 set 1960 | Palomar            | PLS                         | Ursula    | MPC                           |
| 225275                | 6890 P-L   | 24 set 1960 | Palomar            | PLS                         | —         | MPC                           |
| 225276 Leïtos         | 1436 T-2   | 29 set 1973 | Palomar            | PLS                         | Vesta     | MPC                           |
| 225277 Stino          | 1960 SN    | 24 set 1960 | Palomar            | L. D. Schmadel, R. M. Stoss | Maria     | MPC                           |
| 225278                | 1981 DW1   | 28 fev 1981 | Palomar            | S. J. Bus                   | —         | MPC                           |
| 225279                | 1991 VY10  | 5 nov 1991  | Kitt Peak          | Spacewatch                  | —         | MPC                           |
| 225280                | 1993 FL17  | 17 mar 1993 | La Silla           | UESAC                       | —         | MPC                           |
| 225281                | 1993 FL35  | 19 mar 1993 | La Silla           | UESAC                       | —         | MPC                           |
| 225282                | 1993 RS7   | 15 set 1993 | La Silla           | E. W. Elst                  | —         | MPC                           |
| 225283                | 1994 GB5   | 6 abr 1994  | Kitt Peak          | Spacewatch                  | —         | MPC                           |
| 225284                | 1994 JK6   | 4 mai 1994  | Kitt Peak          | Spacewatch                  | Phocaea   | MPC                           |
| 225285                | 1994 JT6   | 4 mai 1994  | Kitt Peak          | Spacewatch                  | —         | MPC                           |
| 225286                | 1994 PD5   | 10 ago 1994 | La Silla           | E. W. Elst                  | —         | MPC                           |
| 225287                | 1994 RJ8   | 12 set 1994 | Kitt Peak          | Spacewatch                  | —         | MPC                           |
| 225288                | 1994 RT17  | 3 set 1994  | La Silla           | E. W. Elst                  | —         | MPC                           |
| 225289                | 1994 SK10  | 28 set 1994 | Kitt Peak          | Spacewatch                  | Mitidika  | MPC                           |
| 225290                | 1994 WK4   | 26 nov 1994 | Kitt Peak          | Spacewatch                  | —         | MPC                           |
| 225291                | 1995 DV6   | 24 fev 1995 | Kitt Peak          | Spacewatch                  | —         | MPC                           |
| 225292                | 1995 DS7   | 24 fev 1995 | Kitt Peak          | Spacewatch                  | —         | MPC                           |
| 225293                | 1995 FF7   | 24 mar 1995 | Kitt Peak          | Spacewatch                  | —         | MPC                           |
| 225294                | 1995 QA6   | 22 ago 1995 | Kitt Peak          | Spacewatch                  | Vesta     | MPC                           |
| 225295                | 1995 SH13  | 18 set 1995 | Kitt Peak          | Spacewatch                  | —         | MPC                           |
| 225296                | 1995 SQ67  | 18 set 1995 | Kitt Peak          | Spacewatch                  | Vesta     | MPC                           |
| 225297                | 1995 UB2   | 21 out 1995 | Kitt Peak          | Spacewatch                  | —         | MPC                           |
| 225298                | 1995 UM16  | 17 out 1995 | Kitt Peak          | Spacewatch                  | —         | MPC                           |
| 225299                | 1995 UV17  | 18 out 1995 | Kitt Peak          | Spacewatch                  | —         | MPC                           |
| 225300                | 1995 UX76  | 22 out 1995 | Kitt Peak          | Spacewatch                  | —         | MPC                           |

## 225301–225400
| Designação | Designação | Descoberta  | Descoberta    | Descobridor(es) | Categoria | Mais informações / Referência |
| Permanente | Provisória | Data        | Local         | Descobridor(es) | Categoria | Mais informações / Referência |
| ---------- | ---------- | ----------- | ------------- | --------------- | --------- | ----------------------------- |
| 225301     | 1995 VG9   | 14 nov 1995 | Kitt Peak     | Spacewatch      | —         | MPC                           |
| 225302     | 1995 VU9   | 15 nov 1995 | Kitt Peak     | Spacewatch      | —         | MPC                           |
| 225303     | 1995 VZ13  | 15 nov 1995 | Kitt Peak     | Spacewatch      | —         | MPC                           |
| 225304     | 1995 WH8   | 19 nov 1995 | Haleakalā     | AMOS            | —         | MPC                           |
| 225305     | 1995 XX3   | 14 dez 1995 | Kitt Peak     | Spacewatch      | —         | MPC                           |
| 225306     | 1996 EZ9   | 12 mar 1996 | Kitt Peak     | Spacewatch      | —         | MPC                           |
| 225307     | 1996 GV6   | 12 abr 1996 | Kitt Peak     | Spacewatch      | Brangane  | MPC                           |
| 225308     | 1996 HH    | 17 abr 1996 | Haleakala     | AMOS            | —         | MPC                           |
| 225309     | 1996 HV14  | 17 abr 1996 | La Silla      | E. W. Elst      | —         | MPC                           |
| 225310     | 1996 TG67  | 7 out 1996  | Kitt Peak     | Spacewatch      | —         | MPC                           |
| 225311     | 1996 VP17  | 6 nov 1996  | Kitt Peak     | Spacewatch      | —         | MPC                           |
| 225312     | 1996 XB27  | 12 dez 1996 | Kitt Peak     | Spacewatch      | —         | MPC                           |
| 225313     | 1997 CD13  | 4 fev 1997  | Kitt Peak     | Spacewatch      | —         | MPC                           |
| 225314     | 1997 EZ30  | 5 mar 1997  | Kitt Peak     | Spacewatch      | —         | MPC                           |
| 225315     | 1997 LS1   | 2 jun 1997  | Kitt Peak     | Spacewatch      | —         | MPC                           |
| 225316     | 1997 LQ16  | 8 jun 1997  | La Silla      | E. W. Elst      | —         | MPC                           |
| 225317     | 1997 SK18  | 28 set 1997 | Kitt Peak     | Spacewatch      | —         | MPC                           |
| 225318     | 1997 SU32  | 28 set 1997 | Kitt Peak     | Spacewatch      | Vesta     | MPC                           |
| 225319     | 1997 TV19  | 2 out 1997  | Kitt Peak     | Spacewatch      | Vesta     | MPC                           |
| 225320     | 1997 WC11  | 22 nov 1997 | Kitt Peak     | Spacewatch      | —         | MPC                           |
| 225321     | 1997 XP7   | 6 dez 1997  | Caussols      | ODAS            | —         | MPC                           |
| 225322     | 1998 BQ19  | 22 jan 1998 | Kitt Peak     | Spacewatch      | —         | MPC                           |
| 225323     | 1998 FY9   | 24 mar 1998 | Caussols      | ODAS            | —         | MPC                           |
| 225324     | 1998 FO105 | 31 mar 1998 | Socorro       | LINEAR          | —         | MPC                           |
| 225325     | 1998 HP73  | 21 abr 1998 | Socorro       | LINEAR          | —         | MPC                           |
| 225326     | 1998 HD154 | 29 abr 1998 | Haleakala     | NEAT            | —         | MPC                           |
| 225327     | 1998 KN58  | 23 mai 1998 | Socorro       | LINEAR          | —         | MPC                           |
| 225328     | 1998 MJ6   | 19 jun 1998 | Kitt Peak     | Spacewatch      | —         | MPC                           |
| 225329     | 1998 QK40  | 17 ago 1998 | Socorro       | LINEAR          | —         | MPC                           |
| 225330     | 1998 QZ58  | 26 ago 1998 | Kitt Peak     | Spacewatch      | —         | MPC                           |
| 225331     | 1998 QK88  | 24 ago 1998 | Socorro       | LINEAR          | —         | MPC                           |
| 225332     | 1998 QA95  | 19 ago 1998 | Socorro       | LINEAR          | —         | MPC                           |
| 225333     | 1998 QB105 | 30 ago 1998 | Siding Spring | R. H. McNaught  | —         | MPC                           |
| 225334     | 1998 RX45  | 14 set 1998 | Socorro       | LINEAR          | —         | MPC                           |
| 225335     | 1998 RB46  | 14 set 1998 | Socorro       | LINEAR          | —         | MPC                           |
| 225336     | 1998 RB51  | 14 set 1998 | Socorro       | LINEAR          | —         | MPC                           |
| 225337     | 1998 RZ69  | 14 set 1998 | Socorro       | LINEAR          | —         | MPC                           |
| 225338     | 1998 SA6   | 20 set 1998 | Kitt Peak     | Spacewatch      | —         | MPC                           |
| 225339     | 1998 SB12  | 22 set 1998 | Caussols      | ODAS            | —         | MPC                           |
| 225340     | 1998 SQ29  | 18 set 1998 | Kitt Peak     | Spacewatch      | —         | MPC                           |
| 225341     | 1998 SJ42  | 27 set 1998 | Kitt Peak     | Spacewatch      | —         | MPC                           |
| 225342     | 1998 SN78  | 26 set 1998 | Socorro       | LINEAR          | —         | MPC                           |
| 225343     | 1998 SY86  | 26 set 1998 | Socorro       | LINEAR          | —         | MPC                           |
| 225344     | 1998 SK87  | 26 set 1998 | Socorro       | LINEAR          | —         | MPC                           |
| 225345     | 1998 SD107 | 26 set 1998 | Socorro       | LINEAR          | —         | MPC                           |
| 225346     | 1998 SQ149 | 26 set 1998 | Socorro       | LINEAR          | —         | MPC                           |
| 225347     | 1998 SG161 | 26 set 1998 | Socorro       | LINEAR          | —         | MPC                           |
| 225348     | 1998 SY176 | 24 set 1998 | Anderson Mesa | LONEOS          | Ursula    | MPC                           |
| 225349     | 1998 TS8   | 12 out 1998 | Kitt Peak     | Spacewatch      | —         | MPC                           |
| 225350     | 1998 TO9   | 12 out 1998 | Kitt Peak     | Spacewatch      | —         | MPC                           |
| 225351     | 1998 TA20  | 13 out 1998 | Kitt Peak     | Spacewatch      | Brangane  | MPC                           |
| 225352     | 1998 US2   | 20 out 1998 | Caussols      | ODAS            | —         | MPC                           |
| 225353     | 1998 UF11  | 17 out 1998 | Kitt Peak     | Spacewatch      | —         | MPC                           |
| 225354     | 1998 UF49  | 18 out 1998 | Anderson Mesa | LONEOS          | —         | MPC                           |
| 225355     | 1998 UJ49  | 18 out 1998 | Anderson Mesa | LONEOS          | —         | MPC                           |
| 225356     | 1998 VX40  | 14 nov 1998 | Kitt Peak     | Spacewatch      | —         | MPC                           |
| 225357     | 1998 VD41  | 14 nov 1998 | Kitt Peak     | Spacewatch      | —         | MPC                           |
| 225358     | 1998 VV42  | 15 nov 1998 | Kitt Peak     | Spacewatch      | —         | MPC                           |
| 225359     | 1998 WJ24  | 18 nov 1998 | Kitt Peak     | M. W. Buie      | Vesta     | MPC                           |
| 225360     | 1998 WF30  | 24 nov 1998 | Kitt Peak     | Spacewatch      | Mitidika  | MPC                           |
| 225361     | 1998 XD2   | 7 dez 1998  | Caussols      | ODAS            | —         | MPC                           |
| 225362     | 1998 XU22  | 11 dez 1998 | Kitt Peak     | Spacewatch      | —         | MPC                           |
| 225363     | 1998 XV24  | 12 dez 1998 | Kitt Peak     | Spacewatch      | —         | MPC                           |
| 225364     | 1999 BO30  | 19 jan 1999 | Kitt Peak     | Spacewatch      | —         | MPC                           |
| 225365     | 1999 CM79  | 12 fev 1999 | Socorro       | LINEAR          | —         | MPC                           |
| 225366     | 1999 CC97  | 10 fev 1999 | Socorro       | LINEAR          | —         | MPC                           |
| 225367     | 1999 CQ132 | 8 fev 1999  | Kitt Peak     | Spacewatch      | Mitidika  | MPC                           |
| 225368     | 1999 CD136 | 9 fev 1999  | Kitt Peak     | Spacewatch      | —         | MPC                           |
| 225369     | 1999 FE3   | 17 mar 1999 | Kitt Peak     | Spacewatch      | —         | MPC                           |
| 225370     | 1999 FF17  | 23 mar 1999 | Kitt Peak     | Spacewatch      | —         | MPC                           |
| 225371     | 1999 HM4   | 16 abr 1999 | Kitt Peak     | Spacewatch      | —         | MPC                           |
| 225372     | 1999 JC53  | 10 mai 1999 | Socorro       | LINEAR          | —         | MPC                           |
| 225373     | 1999 LJ15  | 12 jun 1999 | Socorro       | LINEAR          | —         | MPC                           |
| 225374     | 1999 RX10  | 7 set 1999  | Socorro       | LINEAR          | —         | MPC                           |
| 225375     | 1999 RM106 | 8 set 1999  | Socorro       | LINEAR          | Eos       | MPC                           |
| 225376     | 1999 RR164 | 9 set 1999  | Socorro       | LINEAR          | —         | MPC                           |
| 225377     | 1999 RW216 | 5 set 1999  | Kitt Peak     | Spacewatch      | —         | MPC                           |
| 225378     | 1999 SJ13  | 16 set 1999 | Socorro       | LINEAR          | —         | MPC                           |
| 225379     | 1999 TC62  | 7 out 1999  | Kitt Peak     | Spacewatch      | —         | MPC                           |
| 225380     | 1999 TP64  | 8 out 1999  | Kitt Peak     | Spacewatch      | —         | MPC                           |
| 225381     | 1999 TL90  | 2 out 1999  | Socorro       | LINEAR          | —         | MPC                           |
| 225382     | 1999 TK110 | 4 out 1999  | Socorro       | LINEAR          | —         | MPC                           |
| 225383     | 1999 TW161 | 9 out 1999  | Socorro       | LINEAR          | —         | MPC                           |
| 225384     | 1999 TO163 | 9 out 1999  | Socorro       | LINEAR          | —         | MPC                           |
| 225385     | 1999 TO178 | 10 out 1999 | Socorro       | LINEAR          | —         | MPC                           |
| 225386     | 1999 TA195 | 12 out 1999 | Socorro       | LINEAR          | —         | MPC                           |
| 225387     | 1999 UJ18  | 30 out 1999 | Kitt Peak     | Spacewatch      | —         | MPC                           |
| 225388     | 1999 UN18  | 30 out 1999 | Kitt Peak     | Spacewatch      | —         | MPC                           |
| 225389     | 1999 UK21  | 31 out 1999 | Kitt Peak     | Spacewatch      | —         | MPC                           |
| 225390     | 1999 UW28  | 31 out 1999 | Kitt Peak     | Spacewatch      | —         | MPC                           |
| 225391     | 1999 UK29  | 31 out 1999 | Kitt Peak     | Spacewatch      | —         | MPC                           |
| 225392     | 1999 UJ33  | 31 out 1999 | Kitt Peak     | Spacewatch      | —         | MPC                           |
| 225393     | 1999 UU36  | 16 out 1999 | Kitt Peak     | Spacewatch      | —         | MPC                           |
| 225394     | 1999 UP37  | 16 out 1999 | Kitt Peak     | Spacewatch      | —         | MPC                           |
| 225395     | 1999 UO48  | 30 out 1999 | Catalina      | CSS             | —         | MPC                           |
| 225396     | 1999 UY50  | 30 out 1999 | Kitt Peak     | Spacewatch      | —         | MPC                           |
| 225397     | 1999 VA49  | 3 nov 1999  | Socorro       | LINEAR          | Eos       | MPC                           |
| 225398     | 1999 VQ115 | 4 nov 1999  | Kitt Peak     | Spacewatch      | —         | MPC                           |
| 225399     | 1999 VE121 | 4 nov 1999  | Kitt Peak     | Spacewatch      | —         | MPC                           |
| 225400     | 1999 VB124 | 5 nov 1999  | Kitt Peak     | Spacewatch      | —         | MPC                           |

## 225401–225500
| Designação | Designação | Descoberta  | Descoberta          | Descobridor(es) | Categoria | Mais informações / Referência |
| Permanente | Provisória | Data        | Local               | Descobridor(es) | Categoria | Mais informações / Referência |
| ---------- | ---------- | ----------- | ------------------- | --------------- | --------- | ----------------------------- |
| 225401     | 1999 VL124 | 6 nov 1999  | Kitt Peak           | Spacewatch      | —         | MPC                           |
| 225402     | 1999 VZ126 | 9 nov 1999  | Kitt Peak           | Spacewatch      | Maria     | MPC                           |
| 225403     | 1999 VH132 | 9 nov 1999  | Kitt Peak           | Spacewatch      | —         | MPC                           |
| 225404     | 1999 VD170 | 14 nov 1999 | Socorro             | LINEAR          | —         | MPC                           |
| 225405     | 1999 VV195 | 3 nov 1999  | Catalina            | CSS             | —         | MPC                           |
| 225406     | 1999 VR211 | 12 nov 1999 | Socorro             | LINEAR          | —         | MPC                           |
| 225407     | 1999 WD20  | 29 nov 1999 | Kitt Peak           | Spacewatch      | —         | MPC                           |
| 225408     | 1999 XH5   | 4 dez 1999  | Catalina            | CSS             | —         | MPC                           |
| 225409     | 1999 XL25  | 6 dez 1999  | Socorro             | LINEAR          | —         | MPC                           |
| 225410     | 1999 XA76  | 7 dez 1999  | Socorro             | LINEAR          | —         | MPC                           |
| 225411     | 1999 XD162 | 13 dez 1999 | Socorro             | LINEAR          | —         | MPC                           |
| 225412     | 1999 XR227 | 15 dez 1999 | Kitt Peak           | Spacewatch      | —         | MPC                           |
| 225413     | 1999 XC238 | 5 dez 1999  | Kitt Peak           | Spacewatch      | —         | MPC                           |
| 225414     | 1999 XV244 | 4 dez 1999  | Kitt Peak           | Spacewatch      | —         | MPC                           |
| 225415     | 1999 XA261 | 8 dez 1999  | Socorro             | LINEAR          | —         | MPC                           |
| 225416     | 1999 YC    | 17 dez 1999 | Socorro             | LINEAR          | —         | MPC                           |
| 225417     | 1999 YJ10  | 27 dez 1999 | Kitt Peak           | Spacewatch      | —         | MPC                           |
| 225418     | 2000 AY54  | 4 jan 2000  | Socorro             | LINEAR          | —         | MPC                           |
| 225419     | 2000 AW70  | 5 jan 2000  | Socorro             | LINEAR          | —         | MPC                           |
| 225420     | 2000 AU82  | 5 jan 2000  | Socorro             | LINEAR          | —         | MPC                           |
| 225421     | 2000 AR159 | 3 jan 2000  | Socorro             | LINEAR          | —         | MPC                           |
| 225422     | 2000 AB178 | 7 jan 2000  | Socorro             | LINEAR          | —         | MPC                           |
| 225423     | 2000 AO206 | 3 jan 2000  | Kitt Peak           | Spacewatch      | —         | MPC                           |
| 225424     | 2000 AB209 | 4 jan 2000  | Kitt Peak           | Spacewatch      | —         | MPC                           |
| 225425     | 2000 AK216 | 8 jan 2000  | Kitt Peak           | Spacewatch      | —         | MPC                           |
| 225426     | 2000 AF253 | 7 jan 2000  | Kitt Peak           | Spacewatch      | —         | MPC                           |
| 225427     | 2000 BF1   | 28 jan 2000 | Prescott            | P. G. Comba     | —         | MPC                           |
| 225428     | 2000 BX19  | 26 jan 2000 | Kitt Peak           | Spacewatch      | —         | MPC                           |
| 225429     | 2000 BJ35  | 30 jan 2000 | Socorro             | LINEAR          | —         | MPC                           |
| 225430     | 2000 CG    | 1 fev 2000  | Prescott            | P. G. Comba     | —         | MPC                           |
| 225431     | 2000 CR9   | 2 fev 2000  | Socorro             | LINEAR          | —         | MPC                           |
| 225432     | 2000 CJ35  | 2 fev 2000  | Socorro             | LINEAR          | —         | MPC                           |
| 225433     | 2000 CX43  | 2 fev 2000  | Socorro             | LINEAR          | —         | MPC                           |
| 225434     | 2000 CD59  | 6 fev 2000  | Needville           | Needville Obs.  | —         | MPC                           |
| 225435     | 2000 CL69  | 1 fev 2000  | Kitt Peak           | Spacewatch      | —         | MPC                           |
| 225436     | 2000 CK79  | 8 fev 2000  | Kitt Peak           | Spacewatch      | —         | MPC                           |
| 225437     | 2000 CK84  | 4 fev 2000  | Socorro             | LINEAR          | —         | MPC                           |
| 225438     | 2000 CC110 | 5 fev 2000  | Kitt Peak           | M. W. Buie      | —         | MPC                           |
| 225439     | 2000 CZ136 | 4 fev 2000  | Kitt Peak           | Spacewatch      | —         | MPC                           |
| 225440     | 2000 DU5   | 25 fev 2000 | Socorro             | LINEAR          | —         | MPC                           |
| 225441     | 2000 DJ6   | 28 fev 2000 | Socorro             | LINEAR          | —         | MPC                           |
| 225442     | 2000 DF16  | 28 fev 2000 | Višnjan Observatory | K. Korlević     | —         | MPC                           |
| 225443     | 2000 DO26  | 29 fev 2000 | Socorro             | LINEAR          | —         | MPC                           |
| 225444     | 2000 DN35  | 29 fev 2000 | Socorro             | LINEAR          | Brangane  | MPC                           |
| 225445     | 2000 DO36  | 29 fev 2000 | Socorro             | LINEAR          | —         | MPC                           |
| 225446     | 2000 DA61  | 29 fev 2000 | Socorro             | LINEAR          | —         | MPC                           |
| 225447     | 2000 DX61  | 29 fev 2000 | Socorro             | LINEAR          | —         | MPC                           |
| 225448     | 2000 DR67  | 29 fev 2000 | Socorro             | LINEAR          | Ursula    | MPC                           |
| 225449     | 2000 DN77  | 29 fev 2000 | Socorro             | LINEAR          | —         | MPC                           |
| 225450     | 2000 DY86  | 29 fev 2000 | Socorro             | LINEAR          | —         | MPC                           |
| 225451     | 2000 ER4   | 2 mar 2000  | Kitt Peak           | Spacewatch      | —         | MPC                           |
| 225452     | 2000 EO10  | 3 mar 2000  | Socorro             | LINEAR          | —         | MPC                           |
| 225453     | 2000 ED13  | 4 mar 2000  | Socorro             | LINEAR          | —         | MPC                           |
| 225454     | 2000 EY14  | 4 mar 2000  | Socorro             | LINEAR          | —         | MPC                           |
| 225455     | 2000 EQ15  | 3 mar 2000  | Kitt Peak           | Spacewatch      | Mitidika  | MPC                           |
| 225456     | 2000 EK23  | 4 mar 2000  | Kitt Peak           | Spacewatch      | —         | MPC                           |
| 225457     | 2000 EG27  | 3 mar 2000  | Socorro             | LINEAR          | —         | MPC                           |
| 225458     | 2000 EW35  | 3 mar 2000  | Socorro             | LINEAR          | —         | MPC                           |
| 225459     | 2000 ER44  | 9 mar 2000  | Socorro             | LINEAR          | —         | MPC                           |
| 225460     | 2000 EG53  | 4 mar 2000  | Kitt Peak           | Spacewatch      | —         | MPC                           |
| 225461     | 2000 EL53  | 8 mar 2000  | Kitt Peak           | Spacewatch      | —         | MPC                           |
| 225462     | 2000 EV55  | 5 mar 2000  | Socorro             | LINEAR          | —         | MPC                           |
| 225463     | 2000 EQ67  | 10 mar 2000 | Socorro             | LINEAR          | Mitidika  | MPC                           |
| 225464     | 2000 EV75  | 5 mar 2000  | Socorro             | LINEAR          | —         | MPC                           |
| 225465     | 2000 EU144 | 3 mar 2000  | Catalina            | CSS             | —         | MPC                           |
| 225466     | 2000 EN168 | 4 mar 2000  | Socorro             | LINEAR          | —         | MPC                           |
| 225467     | 2000 ET173 | 4 mar 2000  | Socorro             | LINEAR          | —         | MPC                           |
| 225468     | 2000 ET177 | 3 mar 2000  | Kitt Peak           | Spacewatch      | —         | MPC                           |
| 225469     | 2000 FT3   | 28 mar 2000 | Socorro             | LINEAR          | —         | MPC                           |
| 225470     | 2000 FA21  | 29 mar 2000 | Socorro             | LINEAR          | —         | MPC                           |
| 225471     | 2000 FG24  | 29 mar 2000 | Socorro             | LINEAR          | —         | MPC                           |
| 225472     | 2000 FS36  | 29 mar 2000 | Socorro             | LINEAR          | Mitidika  | MPC                           |
| 225473     | 2000 FK47  | 29 mar 2000 | Socorro             | LINEAR          | —         | MPC                           |
| 225474     | 2000 FE59  | 29 mar 2000 | Socorro             | LINEAR          | —         | MPC                           |
| 225475     | 2000 GQ48  | 5 abr 2000  | Socorro             | LINEAR          | Mitidika  | MPC                           |
| 225476     | 2000 GD55  | 5 abr 2000  | Socorro             | LINEAR          | —         | MPC                           |
| 225477     | 2000 GO61  | 5 abr 2000  | Socorro             | LINEAR          | —         | MPC                           |
| 225478     | 2000 GV81  | 7 abr 2000  | Socorro             | LINEAR          | —         | MPC                           |
| 225479     | 2000 GX89  | 4 abr 2000  | Socorro             | LINEAR          | —         | MPC                           |
| 225480     | 2000 GS112 | 4 abr 2000  | Socorro             | LINEAR          | —         | MPC                           |
| 225481     | 2000 GV120 | 5 abr 2000  | Kitt Peak           | Spacewatch      | —         | MPC                           |
| 225482     | 2000 GS136 | 12 abr 2000 | Socorro             | LINEAR          | —         | MPC                           |
| 225483     | 2000 GT145 | 11 abr 2000 | Kitt Peak           | Spacewatch      | —         | MPC                           |
| 225484     | 2000 GY154 | 6 abr 2000  | Anderson Mesa       | LONEOS          | —         | MPC                           |
| 225485     | 2000 GT160 | 7 abr 2000  | Socorro             | LINEAR          | —         | MPC                           |
| 225486     | 2000 HQ2   | 25 abr 2000 | Kitt Peak           | Spacewatch      | —         | MPC                           |
| 225487     | 2000 HV6   | 24 abr 2000 | Kitt Peak           | Spacewatch      | Mitidika  | MPC                           |
| 225488     | 2000 HT15  | 28 abr 2000 | Socorro             | LINEAR          | —         | MPC                           |
| 225489     | 2000 HD26  | 24 abr 2000 | Anderson Mesa       | LONEOS          | Juno      | MPC                           |
| 225490     | 2000 HF31  | 29 abr 2000 | Socorro             | LINEAR          | —         | MPC                           |
| 225491     | 2000 HV40  | 28 abr 2000 | Socorro             | LINEAR          | —         | MPC                           |
| 225492     | 2000 HT49  | 29 abr 2000 | Socorro             | LINEAR          | —         | MPC                           |
| 225493     | 2000 HP63  | 26 abr 2000 | Anderson Mesa       | LONEOS          | —         | MPC                           |
| 225494     | 2000 HX81  | 29 abr 2000 | Socorro             | LINEAR          | Mitidika  | MPC                           |
| 225495     | 2000 HT105 | 25 abr 2000 | Kitt Peak           | Spacewatch      | —         | MPC                           |
| 225496     | 2000 KX2   | 27 mai 2000 | Socorro             | LINEAR          | —         | MPC                           |
| 225497     | 2000 KC40  | 25 mai 2000 | Kitt Peak           | Spacewatch      | —         | MPC                           |
| 225498     | 2000 KR73  | 27 mai 2000 | Socorro             | LINEAR          | Pallas    | MPC                           |
| 225499     | 2000 LU23  | 7 jun 2000  | Socorro             | LINEAR          | —         | MPC                           |
| 225500     | 2000 LK32  | 5 jun 2000  | Kitt Peak           | Spacewatch      | —         | MPC                           |

## 225501–225600
| Designação | Designação | Descoberta  | Descoberta    | Descobridor(es)        | Categoria | Mais informações / Referência |
| Permanente | Provisória | Data        | Local         | Descobridor(es)        | Categoria | Mais informações / Referência |
| ---------- | ---------- | ----------- | ------------- | ---------------------- | --------- | ----------------------------- |
| 225501     | 2000 NB19  | 5 jul 2000  | Anderson Mesa | LONEOS                 | —         | MPC                           |
| 225502     | 2000 OY33  | 30 jul 2000 | Socorro       | LINEAR                 | —         | MPC                           |
| 225503     | 2000 PY21  | 1 ago 2000  | Socorro       | LINEAR                 | —         | MPC                           |
| 225504     | 2000 QR15  | 24 ago 2000 | Socorro       | LINEAR                 | —         | MPC                           |
| 225505     | 2000 QT26  | 24 ago 2000 | Socorro       | LINEAR                 | —         | MPC                           |
| 225506     | 2000 QJ58  | 26 ago 2000 | Socorro       | LINEAR                 | —         | MPC                           |
| 225507     | 2000 QG71  | 24 ago 2000 | Socorro       | LINEAR                 | —         | MPC                           |
| 225508     | 2000 QY84  | 25 ago 2000 | Socorro       | LINEAR                 | —         | MPC                           |
| 225509     | 2000 QY98  | 28 ago 2000 | Socorro       | LINEAR                 | Phocaea   | MPC                           |
| 225510     | 2000 QS107 | 29 ago 2000 | Socorro       | LINEAR                 | —         | MPC                           |
| 225511     | 2000 QH109 | 29 ago 2000 | Socorro       | LINEAR                 | —         | MPC                           |
| 225512     | 2000 QS128 | 25 ago 2000 | Socorro       | LINEAR                 | —         | MPC                           |
| 225513     | 2000 QA131 | 24 ago 2000 | Socorro       | LINEAR                 | —         | MPC                           |
| 225514     | 2000 QG138 | 31 ago 2000 | Socorro       | LINEAR                 | —         | MPC                           |
| 225515     | 2000 QD156 | 31 ago 2000 | Socorro       | LINEAR                 | —         | MPC                           |
| 225516     | 2000 QE163 | 31 ago 2000 | Socorro       | LINEAR                 | —         | MPC                           |
| 225517     | 2000 QX170 | 31 ago 2000 | Socorro       | LINEAR                 | —         | MPC                           |
| 225518     | 2000 QJ179 | 31 ago 2000 | Socorro       | LINEAR                 | —         | MPC                           |
| 225519     | 2000 QR211 | 31 ago 2000 | Socorro       | LINEAR                 | —         | MPC                           |
| 225520     | 2000 QD221 | 21 ago 2000 | Anderson Mesa | LONEOS                 | —         | MPC                           |
| 225521     | 2000 QP223 | 21 ago 2000 | Anderson Mesa | LONEOS                 | —         | MPC                           |
| 225522     | 2000 RR15  | 1 set 2000  | Socorro       | LINEAR                 | —         | MPC                           |
| 225523     | 2000 RN16  | 1 set 2000  | Socorro       | LINEAR                 | —         | MPC                           |
| 225524     | 2000 RA26  | 1 set 2000  | Socorro       | LINEAR                 | —         | MPC                           |
| 225525     | 2000 RB27  | 1 set 2000  | Socorro       | LINEAR                 | —         | MPC                           |
| 225526     | 2000 RH76  | 4 set 2000  | Socorro       | LINEAR                 | —         | MPC                           |
| 225527     | 2000 RE82  | 1 set 2000  | Socorro       | LINEAR                 | —         | MPC                           |
| 225528     | 2000 RY89  | 3 set 2000  | Socorro       | LINEAR                 | —         | MPC                           |
| 225529     | 2000 RG96  | 4 set 2000  | Haleakala     | NEAT                   | —         | MPC                           |
| 225530     | 2000 RH97  | 5 set 2000  | Anderson Mesa | LONEOS                 | —         | MPC                           |
| 225531     | 2000 SF1   | 18 set 2000 | Socorro       | LINEAR                 | —         | MPC                           |
| 225532     | 2000 SP5   | 22 set 2000 | Socorro       | LINEAR                 | —         | MPC                           |
| 225533     | 2000 SL20  | 23 set 2000 | Socorro       | LINEAR                 | Phocaea   | MPC                           |
| 225534     | 2000 SX25  | 23 set 2000 | Socorro       | LINEAR                 | —         | MPC                           |
| 225535     | 2000 SN63  | 24 set 2000 | Socorro       | LINEAR                 | —         | MPC                           |
| 225536     | 2000 SO63  | 24 set 2000 | Socorro       | LINEAR                 | —         | MPC                           |
| 225537     | 2000 SZ64  | 24 set 2000 | Socorro       | LINEAR                 | —         | MPC                           |
| 225538     | 2000 SV65  | 24 set 2000 | Socorro       | LINEAR                 | —         | MPC                           |
| 225539     | 2000 SJ90  | 22 set 2000 | Socorro       | LINEAR                 | —         | MPC                           |
| 225540     | 2000 SA98  | 23 set 2000 | Socorro       | LINEAR                 | —         | MPC                           |
| 225541     | 2000 SV105 | 24 set 2000 | Socorro       | LINEAR                 | —         | MPC                           |
| 225542     | 2000 SW124 | 24 set 2000 | Socorro       | LINEAR                 | Phocaea   | MPC                           |
| 225543     | 2000 SO134 | 23 set 2000 | Socorro       | LINEAR                 | —         | MPC                           |
| 225544     | 2000 SV142 | 23 set 2000 | Socorro       | LINEAR                 | —         | MPC                           |
| 225545     | 2000 SO163 | 30 set 2000 | Ondřejov      | P. Pravec, P. Kušnirák | Phocaea   | MPC                           |
| 225546     | 2000 SH173 | 28 set 2000 | Socorro       | LINEAR                 | —         | MPC                           |
| 225547     | 2000 SN189 | 22 set 2000 | Kitt Peak     | Spacewatch             | —         | MPC                           |
| 225548     | 2000 SR194 | 24 set 2000 | Socorro       | LINEAR                 | —         | MPC                           |
| 225549     | 2000 SC199 | 24 set 2000 | Socorro       | LINEAR                 | —         | MPC                           |
| 225550     | 2000 SC285 | 23 set 2000 | Socorro       | LINEAR                 | —         | MPC                           |
| 225551     | 2000 SG285 | 23 set 2000 | Socorro       | LINEAR                 | —         | MPC                           |
| 225552     | 2000 SK286 | 25 set 2000 | Socorro       | LINEAR                 | —         | MPC                           |
| 225553     | 2000 SQ302 | 28 set 2000 | Socorro       | LINEAR                 | —         | MPC                           |
| 225554     | 2000 SP304 | 30 set 2000 | Socorro       | LINEAR                 | Phocaea   | MPC                           |
| 225555     | 2000 SJ316 | 30 set 2000 | Socorro       | LINEAR                 | —         | MPC                           |
| 225556     | 2000 SV317 | 30 set 2000 | Socorro       | LINEAR                 | —         | MPC                           |
| 225557     | 2000 SD334 | 26 set 2000 | Haleakala     | NEAT                   | —         | MPC                           |
| 225558     | 2000 SM347 | 25 set 2000 | Haleakala     | NEAT                   | —         | MPC                           |
| 225559     | 2000 SR364 | 20 set 2000 | Socorro       | LINEAR                 | —         | MPC                           |
| 225560     | 2000 SF365 | 21 set 2000 | Anderson Mesa | LONEOS                 | —         | MPC                           |
| 225561     | 2000 SB372 | 25 set 2000 | Anderson Mesa | LONEOS                 | —         | MPC                           |
| 225562     | 2000 TJ    | 2 out 2000  | OCA-Anza      | M. Collins, A. Rudd    | —         | MPC                           |
| 225563     | 2000 TL2   | 2 out 2000  | Eskridge      | G. Hug                 | —         | MPC                           |
| 225564     | 2000 TY8   | 1 out 2000  | Socorro       | LINEAR                 | —         | MPC                           |
| 225565     | 2000 TR12  | 1 out 2000  | Socorro       | LINEAR                 | —         | MPC                           |
| 225566     | 2000 TP15  | 1 out 2000  | Socorro       | LINEAR                 | —         | MPC                           |
| 225567     | 2000 TD45  | 1 out 2000  | Socorro       | LINEAR                 | —         | MPC                           |
| 225568     | 2000 TV51  | 1 out 2000  | Socorro       | LINEAR                 | —         | MPC                           |
| 225569     | 2000 TZ59  | 2 out 2000  | Anderson Mesa | LONEOS                 | —         | MPC                           |
| 225570     | 2000 TL63  | 3 out 2000  | Socorro       | LINEAR                 | —         | MPC                           |
| 225571     | 2000 UV1   | 23 out 2000 | Kleť          | Kleť Obs.              | —         | MPC                           |
| 225572     | 2000 UW27  | 25 out 2000 | Socorro       | LINEAR                 | —         | MPC                           |
| 225573     | 2000 UV58  | 25 out 2000 | Socorro       | LINEAR                 | —         | MPC                           |
| 225574     | 2000 UQ64  | 25 out 2000 | Socorro       | LINEAR                 | —         | MPC                           |
| 225575     | 2000 UM68  | 25 out 2000 | Socorro       | LINEAR                 | —         | MPC                           |
| 225576     | 2000 UR78  | 24 out 2000 | Socorro       | LINEAR                 | —         | MPC                           |
| 225577     | 2000 UM99  | 25 out 2000 | Socorro       | LINEAR                 | —         | MPC                           |
| 225578     | 2000 UG101 | 25 out 2000 | Socorro       | LINEAR                 | —         | MPC                           |
| 225579     | 2000 UP102 | 25 out 2000 | Socorro       | LINEAR                 | —         | MPC                           |
| 225580     | 2000 VH4   | 1 nov 2000  | Socorro       | LINEAR                 | —         | MPC                           |
| 225581     | 2000 VB53  | 3 nov 2000  | Socorro       | LINEAR                 | Eos       | MPC                           |
| 225582     | 2000 VC58  | 3 nov 2000  | Socorro       | LINEAR                 | —         | MPC                           |
| 225583     | 2000 WS32  | 20 nov 2000 | Socorro       | LINEAR                 | —         | MPC                           |
| 225584     | 2000 WU39  | 20 nov 2000 | Socorro       | LINEAR                 | —         | MPC                           |
| 225585     | 2000 WT47  | 21 nov 2000 | Socorro       | LINEAR                 | —         | MPC                           |
| 225586     | 2000 WS67  | 27 nov 2000 | Socorro       | LINEAR                 | —         | MPC                           |
| 225587     | 2000 WS77  | 20 nov 2000 | Socorro       | LINEAR                 | —         | MPC                           |
| 225588     | 2000 WS81  | 20 nov 2000 | Socorro       | LINEAR                 | —         | MPC                           |
| 225589     | 2000 WM90  | 21 nov 2000 | Socorro       | LINEAR                 | —         | MPC                           |
| 225590     | 2000 WE94  | 21 nov 2000 | Socorro       | LINEAR                 | —         | MPC                           |
| 225591     | 2000 WL103 | 26 nov 2000 | Socorro       | LINEAR                 | —         | MPC                           |
| 225592     | 2000 WR117 | 20 nov 2000 | Socorro       | LINEAR                 | —         | MPC                           |
| 225593     | 2000 WA134 | 19 nov 2000 | Socorro       | LINEAR                 | —         | MPC                           |
| 225594     | 2000 WX136 | 20 nov 2000 | Socorro       | LINEAR                 | —         | MPC                           |
| 225595     | 2000 WT155 | 30 nov 2000 | Socorro       | LINEAR                 | —         | MPC                           |
| 225596     | 2000 XK4   | 1 dez 2000  | Socorro       | LINEAR                 | —         | MPC                           |
| 225597     | 2000 XQ13  | 1 dez 2000  | Socorro       | LINEAR                 | —         | MPC                           |
| 225598     | 2000 XN21  | 4 dez 2000  | Socorro       | LINEAR                 | —         | MPC                           |
| 225599     | 2000 XE31  | 4 dez 2000  | Socorro       | LINEAR                 | —         | MPC                           |
| 225600     | 2000 YJ2   | 19 dez 2000 | Kitt Peak     | Spacewatch             | —         | MPC                           |

## 225601–225700
| Designação | Designação | Descoberta  | Descoberta        | Descobridor(es) | Categoria | Mais informações / Referência |
| Permanente | Provisória | Data        | Local             | Descobridor(es) | Categoria | Mais informações / Referência |
| ---------- | ---------- | ----------- | ----------------- | --------------- | --------- | ----------------------------- |
| 225601     | 2000 YY29  | 29 dez 2000 | Bisei SG Center   | BATTeRS         | —         | MPC                           |
| 225602     | 2000 YS38  | 30 dez 2000 | Socorro           | LINEAR          | —         | MPC                           |
| 225603     | 2000 YT39  | 30 dez 2000 | Socorro           | LINEAR          | —         | MPC                           |
| 225604     | 2000 YO41  | 30 dez 2000 | Socorro           | LINEAR          | —         | MPC                           |
| 225605     | 2000 YK42  | 30 dez 2000 | Socorro           | LINEAR          | —         | MPC                           |
| 225606     | 2000 YM43  | 30 dez 2000 | Socorro           | LINEAR          | —         | MPC                           |
| 225607     | 2000 YS49  | 30 dez 2000 | Socorro           | LINEAR          | —         | MPC                           |
| 225608     | 2000 YB60  | 30 dez 2000 | Socorro           | LINEAR          | —         | MPC                           |
| 225609     | 2000 YN60  | 30 dez 2000 | Socorro           | LINEAR          | —         | MPC                           |
| 225610     | 2000 YJ74  | 30 dez 2000 | Socorro           | LINEAR          | —         | MPC                           |
| 225611     | 2000 YY77  | 30 dez 2000 | Socorro           | LINEAR          | —         | MPC                           |
| 225612     | 2000 YK82  | 30 dez 2000 | Socorro           | LINEAR          | —         | MPC                           |
| 225613     | 2000 YH107 | 30 dez 2000 | Socorro           | LINEAR          | —         | MPC                           |
| 225614     | 2000 YA120 | 19 dez 2000 | Anderson Mesa     | LONEOS          | —         | MPC                           |
| 225615     | 2000 YR124 | 29 dez 2000 | Anderson Mesa     | LONEOS          | —         | MPC                           |
| 225616     | 2000 YB143 | 19 dez 2000 | Socorro           | LINEAR          | —         | MPC                           |
| 225617     | 2001 AQ14  | 2 jan 2001  | Socorro           | LINEAR          | —         | MPC                           |
| 225618     | 2001 AO26  | 5 jan 2001  | Socorro           | LINEAR          | —         | MPC                           |
| 225619     | 2001 AK32  | 4 jan 2001  | Socorro           | LINEAR          | —         | MPC                           |
| 225620     | 2001 AR34  | 4 jan 2001  | Socorro           | LINEAR          | —         | MPC                           |
| 225621     | 2001 BD    | 17 jan 2001 | Oizumi            | T. Kobayashi    | —         | MPC                           |
| 225622     | 2001 BY3   | 18 jan 2001 | Socorro           | LINEAR          | Themis    | MPC                           |
| 225623     | 2001 BS16  | 18 jan 2001 | Socorro           | LINEAR          | Vesta     | MPC                           |
| 225624     | 2001 BJ39  | 19 jan 2001 | Kitt Peak         | Spacewatch      | Vesta     | MPC                           |
| 225625     | 2001 BK40  | 21 jan 2001 | Socorro           | LINEAR          | —         | MPC                           |
| 225626     | 2001 BQ52  | 17 jan 2001 | Kitt Peak         | Spacewatch      | Themis    | MPC                           |
| 225627     | 2001 BJ57  | 20 jan 2001 | Haleakala         | NEAT            | —         | MPC                           |
| 225628     | 2001 CS14  | 1 fev 2001  | Socorro           | LINEAR          | —         | MPC                           |
| 225629     | 2001 DN51  | 16 fev 2001 | Socorro           | LINEAR          | —         | MPC                           |
| 225630     | 2001 DR77  | 21 fev 2001 | Kitt Peak         | Spacewatch      | —         | MPC                           |
| 225631     | 2001 ER15  | 15 mar 2001 | Oizumi            | T. Kobayashi    | —         | MPC                           |
| 225632     | 2001 EX19  | 15 mar 2001 | Anderson Mesa     | LONEOS          | Vesta     | MPC                           |
| 225633     | 2001 FF15  | 19 mar 2001 | Anderson Mesa     | LONEOS          | —         | MPC                           |
| 225634     | 2001 FU49  | 18 mar 2001 | Socorro           | LINEAR          | —         | MPC                           |
| 225635     | 2001 FY54  | 19 mar 2001 | Socorro           | LINEAR          | —         | MPC                           |
| 225636     | 2001 FD59  | 19 mar 2001 | Socorro           | LINEAR          | —         | MPC                           |
| 225637     | 2001 FL60  | 19 mar 2001 | Socorro           | LINEAR          | —         | MPC                           |
| 225638     | 2001 FF72  | 19 mar 2001 | Socorro           | LINEAR          | —         | MPC                           |
| 225639     | 2001 FS78  | 19 mar 2001 | Socorro           | LINEAR          | —         | MPC                           |
| 225640     | 2001 FP84  | 26 mar 2001 | Kitt Peak         | Spacewatch      | —         | MPC                           |
| 225641     | 2001 FO89  | 27 mar 2001 | Kitt Peak         | Spacewatch      | —         | MPC                           |
| 225642     | 2001 FY89  | 27 mar 2001 | Kitt Peak         | Spacewatch      | —         | MPC                           |
| 225643     | 2001 FN96  | 16 mar 2001 | Socorro           | LINEAR          | —         | MPC                           |
| 225644     | 2001 FZ98  | 16 mar 2001 | Socorro           | LINEAR          | —         | MPC                           |
| 225645     | 2001 FW107 | 18 mar 2001 | Anderson Mesa     | LONEOS          | —         | MPC                           |
| 225646     | 2001 FN115 | 19 mar 2001 | Anderson Mesa     | LONEOS          | Mitidika  | MPC                           |
| 225647     | 2001 FU119 | 27 mar 2001 | Kitt Peak         | Spacewatch      | —         | MPC                           |
| 225648     | 2001 FA123 | 23 mar 2001 | Anderson Mesa     | LONEOS          | —         | MPC                           |
| 225649     | 2001 FF126 | 29 mar 2001 | Kitt Peak         | Spacewatch      | —         | MPC                           |
| 225650     | 2001 FA146 | 24 mar 2001 | Anderson Mesa     | LONEOS          | —         | MPC                           |
| 225651     | 2001 FK147 | 24 mar 2001 | Anderson Mesa     | LONEOS          | —         | MPC                           |
| 225652     | 2001 FD148 | 24 mar 2001 | Anderson Mesa     | LONEOS          | —         | MPC                           |
| 225653     | 2001 FC178 | 19 mar 2001 | Socorro           | LINEAR          | —         | MPC                           |
| 225654     | 2001 FR189 | 18 mar 2001 | Anderson Mesa     | LONEOS          | —         | MPC                           |
| 225655     | 2001 HR28  | 27 abr 2001 | Socorro           | LINEAR          | —         | MPC                           |
| 225656     | 2001 HW33  | 27 abr 2001 | Socorro           | LINEAR          | —         | MPC                           |
| 225657     | 2001 JX1   | 15 mai 2001 | Kitt Peak         | Spacewatch      | —         | MPC                           |
| 225658     | 2001 KX43  | 22 mai 2001 | Socorro           | LINEAR          | —         | MPC                           |
| 225659     | 2001 KH47  | 24 mai 2001 | Socorro           | LINEAR          | —         | MPC                           |
| 225660     | 2001 KB62  | 18 mai 2001 | Socorro           | LINEAR          | —         | MPC                           |
| 225661     | 2001 KH71  | 24 mai 2001 | Anderson Mesa     | LONEOS          | —         | MPC                           |
| 225662     | 2001 KG74  | 26 mai 2001 | Kitt Peak         | Spacewatch      | —         | MPC                           |
| 225663     | 2001 LH16  | 13 jun 2001 | Haleakala         | NEAT            | —         | MPC                           |
| 225664     | 2001 MJ7   | 21 jun 2001 | Socorro           | LINEAR          | —         | MPC                           |
| 225665     | 2001 NU8   | 14 jul 2001 | Palomar           | NEAT            | —         | MPC                           |
| 225666     | 2001 NE10  | 14 jul 2001 | Palomar           | NEAT            | —         | MPC                           |
| 225667     | 2001 ND15  | 13 jul 2001 | Palomar           | NEAT            | —         | MPC                           |
| 225668     | 2001 OU2   | 17 jul 2001 | Anderson Mesa     | LONEOS          | —         | MPC                           |
| 225669     | 2001 OE11  | 20 jul 2001 | Palomar           | NEAT            | —         | MPC                           |
| 225670     | 2001 OP11  | 18 jul 2001 | Palomar           | NEAT            | —         | MPC                           |
| 225671     | 2001 OY19  | 21 jul 2001 | Palomar           | NEAT            | —         | MPC                           |
| 225672     | 2001 OE20  | 19 jul 2001 | Anderson Mesa     | LONEOS          | —         | MPC                           |
| 225673     | 2001 OV76  | 25 jul 2001 | Haleakala         | NEAT            | —         | MPC                           |
| 225674     | 2001 OA96  | 29 jul 2001 | Bergisch Gladbach | W. Bickel       | —         | MPC                           |
| 225675     | 2001 PA    | 1 ago 2001  | Palomar           | NEAT            | —         | MPC                           |
| 225676     | 2001 PZ15  | 9 ago 2001  | Palomar           | NEAT            | —         | MPC                           |
| 225677     | 2001 PY21  | 10 ago 2001 | Haleakala         | NEAT            | —         | MPC                           |
| 225678     | 2001 PC43  | 12 ago 2001 | Haleakala         | NEAT            | —         | MPC                           |
| 225679     | 2001 PG50  | 15 ago 2001 | Haleakala         | NEAT            | —         | MPC                           |
| 225680     | 2001 PO60  | 13 ago 2001 | Haleakala         | NEAT            | —         | MPC                           |
| 225681     | 2001 PL61  | 13 ago 2001 | Haleakala         | NEAT            | —         | MPC                           |
| 225682     | 2001 PA66  | 15 ago 2001 | Haleakala         | NEAT            | —         | MPC                           |
| 225683     | 2001 QQ8   | 16 ago 2001 | Socorro           | LINEAR          | —         | MPC                           |
| 225684     | 2001 QC33  | 17 ago 2001 | Palomar           | NEAT            | —         | MPC                           |
| 225685     | 2001 QW41  | 16 ago 2001 | Socorro           | LINEAR          | —         | MPC                           |
| 225686     | 2001 QE60  | 18 ago 2001 | Socorro           | LINEAR          | —         | MPC                           |
| 225687     | 2001 QG68  | 20 ago 2001 | Terre Haute       | C. Wolfe        | —         | MPC                           |
| 225688     | 2001 QQ88  | 22 ago 2001 | Kitt Peak         | Spacewatch      | —         | MPC                           |
| 225689     | 2001 QR116 | 17 ago 2001 | Socorro           | LINEAR          | —         | MPC                           |
| 225690     | 2001 QS119 | 18 ago 2001 | Socorro           | LINEAR          | —         | MPC                           |
| 225691     | 2001 QU124 | 19 ago 2001 | Socorro           | LINEAR          | —         | MPC                           |
| 225692     | 2001 QJ146 | 25 ago 2001 | Kitt Peak         | Spacewatch      | Mitidika  | MPC                           |
| 225693     | 2001 QS146 | 26 ago 2001 | Kitt Peak         | Spacewatch      | —         | MPC                           |
| 225694     | 2001 QP158 | 23 ago 2001 | Anderson Mesa     | LONEOS          | —         | MPC                           |
| 225695     | 2001 QX162 | 23 ago 2001 | Anderson Mesa     | LONEOS          | —         | MPC                           |
| 225696     | 2001 QU169 | 22 ago 2001 | Socorro           | LINEAR          | —         | MPC                           |
| 225697     | 2001 QB170 | 23 ago 2001 | Socorro           | LINEAR          | —         | MPC                           |
| 225698     | 2001 QM185 | 21 ago 2001 | Palomar           | NEAT            | Juno      | MPC                           |
| 225699     | 2001 QF186 | 21 ago 2001 | Palomar           | NEAT            | —         | MPC                           |
| 225700     | 2001 QH193 | 22 ago 2001 | Socorro           | LINEAR          | —         | MPC                           |

## 225701–225800
| Designação    | Designação | Descoberta  | Descoberta       | Descobridor(es) | Categoria | Mais informações / Referência |
| Permanente    | Provisória | Data        | Local            | Descobridor(es) | Categoria | Mais informações / Referência |
| ------------- | ---------- | ----------- | ---------------- | --------------- | --------- | ----------------------------- |
| 225701        | 2001 QH203 | 23 ago 2001 | Anderson Mesa    | LONEOS          | —         | MPC                           |
| 225702        | 2001 QH215 | 23 ago 2001 | Anderson Mesa    | LONEOS          | —         | MPC                           |
| 225703        | 2001 QQ222 | 24 ago 2001 | Anderson Mesa    | LONEOS          | —         | MPC                           |
| 225704        | 2001 QY229 | 24 ago 2001 | Anderson Mesa    | LONEOS          | —         | MPC                           |
| 225705        | 2001 QJ231 | 24 ago 2001 | Anderson Mesa    | LONEOS          | —         | MPC                           |
| 225706        | 2001 QE242 | 24 ago 2001 | Socorro          | LINEAR          | —         | MPC                           |
| 225707        | 2001 QN242 | 24 ago 2001 | Socorro          | LINEAR          | —         | MPC                           |
| 225708        | 2001 QH246 | 24 ago 2001 | Socorro          | LINEAR          | —         | MPC                           |
| 225709        | 2001 QA252 | 25 ago 2001 | Socorro          | LINEAR          | —         | MPC                           |
| 225710        | 2001 QX278 | 19 ago 2001 | Socorro          | LINEAR          | —         | MPC                           |
| 225711 Danyzy | 2001 QT288 | 17 ago 2001 | Pises            | Pises Obs.      | Mitidika  | MPC                           |
| 225712        | 2001 RN1   | 7 set 2001  | Socorro          | LINEAR          | —         | MPC                           |
| 225713        | 2001 RE9   | 8 set 2001  | Socorro          | LINEAR          | Juno      | MPC                           |
| 225714        | 2001 RP20  | 7 set 2001  | Socorro          | LINEAR          | —         | MPC                           |
| 225715        | 2001 RW21  | 7 set 2001  | Socorro          | LINEAR          | —         | MPC                           |
| 225716        | 2001 RH23  | 7 set 2001  | Socorro          | LINEAR          | Mitidika  | MPC                           |
| 225717        | 2001 RX32  | 8 set 2001  | Socorro          | LINEAR          | —         | MPC                           |
| 225718        | 2001 RL56  | 12 set 2001 | Socorro          | LINEAR          | —         | MPC                           |
| 225719        | 2001 RS58  | 12 set 2001 | Socorro          | LINEAR          | —         | MPC                           |
| 225720        | 2001 RJ59  | 12 set 2001 | Socorro          | LINEAR          | —         | MPC                           |
| 225721        | 2001 RJ85  | 11 set 2001 | Anderson Mesa    | LONEOS          | —         | MPC                           |
| 225722        | 2001 RR86  | 11 set 2001 | Anderson Mesa    | LONEOS          | —         | MPC                           |
| 225723        | 2001 RS92  | 11 set 2001 | Anderson Mesa    | LONEOS          | —         | MPC                           |
| 225724        | 2001 RD97  | 12 set 2001 | Kitt Peak        | Spacewatch      | —         | MPC                           |
| 225725        | 2001 RY99  | 12 set 2001 | Socorro          | LINEAR          | —         | MPC                           |
| 225726        | 2001 RE100 | 12 set 2001 | Socorro          | LINEAR          | —         | MPC                           |
| 225727        | 2001 RU106 | 12 set 2001 | Socorro          | LINEAR          | Mitidika  | MPC                           |
| 225728        | 2001 RE107 | 12 set 2001 | Socorro          | LINEAR          | —         | MPC                           |
| 225729        | 2001 RA109 | 12 set 2001 | Socorro          | LINEAR          | —         | MPC                           |
| 225730        | 2001 RR110 | 12 set 2001 | Socorro          | LINEAR          | —         | MPC                           |
| 225731        | 2001 RD113 | 12 set 2001 | Socorro          | LINEAR          | Mitidika  | MPC                           |
| 225732        | 2001 RM130 | 12 set 2001 | Socorro          | LINEAR          | —         | MPC                           |
| 225733        | 2001 RA131 | 12 set 2001 | Socorro          | LINEAR          | —         | MPC                           |
| 225734        | 2001 RQ141 | 12 set 2001 | Socorro          | LINEAR          | —         | MPC                           |
| 225735        | 2001 RA150 | 11 set 2001 | Anderson Mesa    | LONEOS          | —         | MPC                           |
| 225736        | 2001 RB150 | 11 set 2001 | Anderson Mesa    | LONEOS          | —         | MPC                           |
| 225737        | 2001 RS154 | 11 set 2001 | Anderson Mesa    | LONEOS          | —         | MPC                           |
| 225738        | 2001 SL5   | 16 set 2001 | Socorro          | LINEAR          | —         | MPC                           |
| 225739        | 2001 SO5   | 16 set 2001 | Socorro          | LINEAR          | —         | MPC                           |
| 225740        | 2001 SK15  | 16 set 2001 | Socorro          | LINEAR          | —         | MPC                           |
| 225741        | 2001 SP15  | 16 set 2001 | Socorro          | LINEAR          | —         | MPC                           |
| 225742        | 2001 SO29  | 16 set 2001 | Socorro          | LINEAR          | —         | MPC                           |
| 225743        | 2001 SM36  | 16 set 2001 | Socorro          | LINEAR          | —         | MPC                           |
| 225744        | 2001 SF37  | 16 set 2001 | Socorro          | LINEAR          | —         | MPC                           |
| 225745        | 2001 SY41  | 16 set 2001 | Socorro          | LINEAR          | —         | MPC                           |
| 225746        | 2001 SC42  | 16 set 2001 | Socorro          | LINEAR          | —         | MPC                           |
| 225747        | 2001 SF75  | 19 set 2001 | Anderson Mesa    | LONEOS          | —         | MPC                           |
| 225748        | 2001 SG82  | 20 set 2001 | Socorro          | LINEAR          | —         | MPC                           |
| 225749        | 2001 SQ100 | 20 set 2001 | Socorro          | LINEAR          | —         | MPC                           |
| 225750        | 2001 SF130 | 16 set 2001 | Socorro          | LINEAR          | —         | MPC                           |
| 225751        | 2001 SB148 | 17 set 2001 | Socorro          | LINEAR          | —         | MPC                           |
| 225752        | 2001 ST152 | 17 set 2001 | Socorro          | LINEAR          | —         | MPC                           |
| 225753        | 2001 SF156 | 17 set 2001 | Socorro          | LINEAR          | —         | MPC                           |
| 225754        | 2001 SL159 | 17 set 2001 | Socorro          | LINEAR          | —         | MPC                           |
| 225755        | 2001 SJ160 | 17 set 2001 | Socorro          | LINEAR          | —         | MPC                           |
| 225756        | 2001 SW161 | 17 set 2001 | Socorro          | LINEAR          | —         | MPC                           |
| 225757        | 2001 SV165 | 19 set 2001 | Socorro          | LINEAR          | —         | MPC                           |
| 225758        | 2001 SE167 | 19 set 2001 | Socorro          | LINEAR          | Mitidika  | MPC                           |
| 225759        | 2001 SB174 | 16 set 2001 | Socorro          | LINEAR          | —         | MPC                           |
| 225760        | 2001 SK195 | 19 set 2001 | Socorro          | LINEAR          | —         | MPC                           |
| 225761        | 2001 SH207 | 19 set 2001 | Socorro          | LINEAR          | Phocaea   | MPC                           |
| 225762        | 2001 SJ229 | 19 set 2001 | Socorro          | LINEAR          | —         | MPC                           |
| 225763        | 2001 SH231 | 19 set 2001 | Socorro          | LINEAR          | —         | MPC                           |
| 225764        | 2001 SG235 | 19 set 2001 | Socorro          | LINEAR          | —         | MPC                           |
| 225765        | 2001 SD255 | 19 set 2001 | Socorro          | LINEAR          | Juno      | MPC                           |
| 225766        | 2001 ST259 | 20 set 2001 | Socorro          | LINEAR          | —         | MPC                           |
| 225767        | 2001 SL283 | 20 set 2001 | Kitt Peak        | Spacewatch      | Mitidika  | MPC                           |
| 225768        | 2001 SQ289 | 25 set 2001 | Goodricke-Pigott | R. A. Tucker    | —         | MPC                           |
| 225769        | 2001 SA299 | 20 set 2001 | Socorro          | LINEAR          | —         | MPC                           |
| 225770        | 2001 SZ349 | 19 set 2001 | Socorro          | LINEAR          | —         | MPC                           |
| 225771        | 2001 SR354 | 18 set 2001 | Anderson Mesa    | LONEOS          | —         | MPC                           |
| 225772        | 2001 TL6   | 10 out 2001 | Palomar          | NEAT            | —         | MPC                           |
| 225773        | 2001 TQ16  | 11 out 2001 | Socorro          | LINEAR          | —         | MPC                           |
| 225774        | 2001 TB21  | 9 out 2001  | Socorro          | LINEAR          | —         | MPC                           |
| 225775        | 2001 TY48  | 15 out 2001 | Socorro          | LINEAR          | Juno      | MPC                           |
| 225776        | 2001 TG82  | 14 out 2001 | Socorro          | LINEAR          | —         | MPC                           |
| 225777        | 2001 TH148 | 10 out 2001 | Palomar          | NEAT            | —         | MPC                           |
| 225778        | 2001 TB151 | 10 out 2001 | Palomar          | NEAT            | —         | MPC                           |
| 225779        | 2001 TW151 | 10 out 2001 | Palomar          | NEAT            | —         | MPC                           |
| 225780        | 2001 TL154 | 15 out 2001 | Palomar          | NEAT            | —         | MPC                           |
| 225781        | 2001 TT155 | 14 out 2001 | Kitt Peak        | Spacewatch      | —         | MPC                           |
| 225782        | 2001 TW162 | 11 out 2001 | Palomar          | NEAT            | —         | MPC                           |
| 225783        | 2001 TP180 | 14 out 2001 | Socorro          | LINEAR          | —         | MPC                           |
| 225784        | 2001 TW183 | 14 out 2001 | Socorro          | LINEAR          | —         | MPC                           |
| 225785        | 2001 TP200 | 11 out 2001 | Socorro          | LINEAR          | —         | MPC                           |
| 225786        | 2001 UP8   | 17 out 2001 | Socorro          | LINEAR          | —         | MPC                           |
| 225787        | 2001 UV43  | 17 out 2001 | Socorro          | LINEAR          | —         | MPC                           |
| 225788        | 2001 UF44  | 17 out 2001 | Socorro          | LINEAR          | —         | MPC                           |
| 225789        | 2001 UJ107 | 20 out 2001 | Socorro          | LINEAR          | —         | MPC                           |
| 225790        | 2001 UY111 | 21 out 2001 | Socorro          | LINEAR          | —         | MPC                           |
| 225791        | 2001 UV138 | 23 out 2001 | Socorro          | LINEAR          | —         | MPC                           |
| 225792        | 2001 UQ187 | 17 out 2001 | Palomar          | NEAT            | —         | MPC                           |
| 225793        | 2001 UQ222 | 21 out 2001 | Kitt Peak        | Spacewatch      | —         | MPC                           |
| 225794        | 2001 VO8   | 9 nov 2001  | Socorro          | LINEAR          | —         | MPC                           |
| 225795        | 2001 VZ26  | 9 nov 2001  | Socorro          | LINEAR          | —         | MPC                           |
| 225796        | 2001 VY30  | 9 nov 2001  | Socorro          | LINEAR          | —         | MPC                           |
| 225797        | 2001 VM33  | 9 nov 2001  | Socorro          | LINEAR          | —         | MPC                           |
| 225798        | 2001 VS33  | 9 nov 2001  | Socorro          | LINEAR          | —         | MPC                           |
| 225799        | 2001 VN41  | 9 nov 2001  | Socorro          | LINEAR          | —         | MPC                           |
| 225800        | 2001 VR41  | 9 nov 2001  | Socorro          | LINEAR          | Juno      | MPC                           |

## 225801–225900
| Designação | Designação | Descoberta  | Descoberta        | Descobridor(es)     | Categoria | Mais informações / Referência |
| Permanente | Provisória | Data        | Local             | Descobridor(es)     | Categoria | Mais informações / Referência |
| ---------- | ---------- | ----------- | ----------------- | ------------------- | --------- | ----------------------------- |
| 225801     | 2001 VN50  | 10 nov 2001 | Socorro           | LINEAR              | —         | MPC                           |
| 225802     | 2001 VC71  | 11 nov 2001 | Socorro           | LINEAR              | —         | MPC                           |
| 225803     | 2001 VS77  | 11 nov 2001 | Kitt Peak         | Spacewatch          | —         | MPC                           |
| 225804     | 2001 VK78  | 10 nov 2001 | Socorro           | LINEAR              | —         | MPC                           |
| 225805     | 2001 VN78  | 15 nov 2001 | Socorro           | LINEAR              | Juno      | MPC                           |
| 225806     | 2001 VC82  | 9 nov 2001  | Bergisch Gladbach | W. Bickel           | —         | MPC                           |
| 225807     | 2001 VS87  | 11 nov 2001 | Socorro           | LINEAR              | —         | MPC                           |
| 225808     | 2001 VQ98  | 15 nov 2001 | Socorro           | LINEAR              | —         | MPC                           |
| 225809     | 2001 VX104 | 12 nov 2001 | Socorro           | LINEAR              | —         | MPC                           |
| 225810     | 2001 VG106 | 12 nov 2001 | Socorro           | LINEAR              | —         | MPC                           |
| 225811     | 2001 VF113 | 12 nov 2001 | Socorro           | LINEAR              | —         | MPC                           |
| 225812     | 2001 VF115 | 12 nov 2001 | Socorro           | LINEAR              | —         | MPC                           |
| 225813     | 2001 VS120 | 12 nov 2001 | Socorro           | LINEAR              | Juno      | MPC                           |
| 225814     | 2001 WD1   | 17 nov 2001 | Socorro           | LINEAR              | —         | MPC                           |
| 225815     | 2001 WP8   | 17 nov 2001 | Socorro           | LINEAR              | —         | MPC                           |
| 225816     | 2001 WZ9   | 17 nov 2001 | Socorro           | LINEAR              | —         | MPC                           |
| 225817     | 2001 WJ32  | 17 nov 2001 | Socorro           | LINEAR              | —         | MPC                           |
| 225818     | 2001 WV56  | 19 nov 2001 | Socorro           | LINEAR              | —         | MPC                           |
| 225819     | 2001 WW81  | 20 nov 2001 | Socorro           | LINEAR              | —         | MPC                           |
| 225820     | 2001 WZ87  | 19 nov 2001 | Socorro           | LINEAR              | Koronis   | MPC                           |
| 225821     | 2001 WO103 | 18 nov 2001 | Socorro           | LINEAR              | Pallas    | MPC                           |
| 225822     | 2001 XL    | 4 dez 2001  | Socorro           | LINEAR              | —         | MPC                           |
| 225823     | 2001 XR4   | 9 dez 2001  | Socorro           | LINEAR              | —         | MPC                           |
| 225824     | 2001 XT6   | 9 dez 2001  | Socorro           | LINEAR              | Juno      | MPC                           |
| 225825     | 2001 XQ26  | 10 dez 2001 | Socorro           | LINEAR              | —         | MPC                           |
| 225826     | 2001 XV26  | 10 dez 2001 | Socorro           | LINEAR              | —         | MPC                           |
| 225827     | 2001 XB38  | 9 dez 2001  | Socorro           | LINEAR              | Phocaea   | MPC                           |
| 225828     | 2001 XE44  | 9 dez 2001  | Socorro           | LINEAR              | —         | MPC                           |
| 225829     | 2001 XA46  | 9 dez 2001  | Socorro           | LINEAR              | —         | MPC                           |
| 225830     | 2001 XA57  | 10 dez 2001 | Socorro           | LINEAR              | —         | MPC                           |
| 225831     | 2001 XN64  | 10 dez 2001 | Socorro           | LINEAR              | —         | MPC                           |
| 225832     | 2001 XF66  | 10 dez 2001 | Socorro           | LINEAR              | —         | MPC                           |
| 225833     | 2001 XR68  | 11 dez 2001 | Socorro           | LINEAR              | —         | MPC                           |
| 225834     | 2001 XE79  | 11 dez 2001 | Socorro           | LINEAR              | —         | MPC                           |
| 225835     | 2001 XT80  | 11 dez 2001 | Socorro           | LINEAR              | —         | MPC                           |
| 225836     | 2001 XE87  | 13 dez 2001 | Socorro           | LINEAR              | Phocaea   | MPC                           |
| 225837     | 2001 XZ91  | 10 dez 2001 | Socorro           | LINEAR              | —         | MPC                           |
| 225838     | 2001 XM94  | 10 dez 2001 | Socorro           | LINEAR              | —         | MPC                           |
| 225839     | 2001 XQ97  | 10 dez 2001 | Socorro           | LINEAR              | —         | MPC                           |
| 225840     | 2001 XC103 | 14 dez 2001 | Socorro           | LINEAR              | Juno      | MPC                           |
| 225841     | 2001 XB109 | 10 dez 2001 | Socorro           | LINEAR              | —         | MPC                           |
| 225842     | 2001 XQ117 | 13 dez 2001 | Socorro           | LINEAR              | —         | MPC                           |
| 225843     | 2001 XS123 | 14 dez 2001 | Socorro           | LINEAR              | —         | MPC                           |
| 225844     | 2001 XP131 | 14 dez 2001 | Socorro           | LINEAR              | —         | MPC                           |
| 225845     | 2001 XW133 | 14 dez 2001 | Socorro           | LINEAR              | —         | MPC                           |
| 225846     | 2001 XS135 | 14 dez 2001 | Socorro           | LINEAR              | —         | MPC                           |
| 225847     | 2001 XE136 | 14 dez 2001 | Socorro           | LINEAR              | —         | MPC                           |
| 225848     | 2001 XO146 | 14 dez 2001 | Socorro           | LINEAR              | —         | MPC                           |
| 225849     | 2001 XS159 | 14 dez 2001 | Socorro           | LINEAR              | Pallas    | MPC                           |
| 225850     | 2001 XX159 | 14 dez 2001 | Socorro           | LINEAR              | —         | MPC                           |
| 225851     | 2001 XR161 | 14 dez 2001 | Socorro           | LINEAR              | —         | MPC                           |
| 225852     | 2001 XK166 | 14 dez 2001 | Socorro           | LINEAR              | —         | MPC                           |
| 225853     | 2001 XX171 | 14 dez 2001 | Socorro           | LINEAR              | —         | MPC                           |
| 225854     | 2001 XB172 | 14 dez 2001 | Socorro           | LINEAR              | —         | MPC                           |
| 225855     | 2001 XZ172 | 14 dez 2001 | Socorro           | LINEAR              | —         | MPC                           |
| 225856     | 2001 XN175 | 14 dez 2001 | Socorro           | LINEAR              | —         | MPC                           |
| 225857     | 2001 XA177 | 14 dez 2001 | Socorro           | LINEAR              | —         | MPC                           |
| 225858     | 2001 XK177 | 14 dez 2001 | Socorro           | LINEAR              | —         | MPC                           |
| 225859     | 2001 XC182 | 14 dez 2001 | Socorro           | LINEAR              | —         | MPC                           |
| 225860     | 2001 XT188 | 14 dez 2001 | Socorro           | LINEAR              | —         | MPC                           |
| 225861     | 2001 XS191 | 14 dez 2001 | Socorro           | LINEAR              | —         | MPC                           |
| 225862     | 2001 XR201 | 11 dez 2001 | Kitt Peak         | Spacewatch          | —         | MPC                           |
| 225863     | 2001 XF205 | 11 dez 2001 | Socorro           | LINEAR              | —         | MPC                           |
| 225864     | 2001 XX205 | 11 dez 2001 | Socorro           | LINEAR              | —         | MPC                           |
| 225865     | 2001 XS215 | 14 dez 2001 | Socorro           | LINEAR              | —         | MPC                           |
| 225866     | 2001 XM223 | 15 dez 2001 | Socorro           | LINEAR              | Phocaea   | MPC                           |
| 225867     | 2001 XM226 | 15 dez 2001 | Socorro           | LINEAR              | —         | MPC                           |
| 225868     | 2001 XE229 | 15 dez 2001 | Socorro           | LINEAR              | Juno      | MPC                           |
| 225869     | 2001 XA234 | 15 dez 2001 | Socorro           | LINEAR              | —         | MPC                           |
| 225870     | 2001 XU239 | 15 dez 2001 | Socorro           | LINEAR              | —         | MPC                           |
| 225871     | 2001 XC246 | 15 dez 2001 | Socorro           | LINEAR              | —         | MPC                           |
| 225872     | 2001 XG260 | 10 dez 2001 | Kitt Peak         | Spacewatch          | Mitidika  | MPC                           |
| 225873     | 2001 YL4   | 22 dez 2001 | Pla D'Arguines    | Pla D'Arguines Obs. | —         | MPC                           |
| 225874     | 2001 YS4   | 23 dez 2001 | Kingsnake         | J. V. McClusky      | —         | MPC                           |
| 225875     | 2001 YS25  | 18 dez 2001 | Socorro           | LINEAR              | —         | MPC                           |
| 225876     | 2001 YM27  | 18 dez 2001 | Socorro           | LINEAR              | —         | MPC                           |
| 225877     | 2001 YG52  | 18 dez 2001 | Socorro           | LINEAR              | —         | MPC                           |
| 225878     | 2001 YB62  | 18 dez 2001 | Socorro           | LINEAR              | —         | MPC                           |
| 225879     | 2001 YS65  | 18 dez 2001 | Socorro           | LINEAR              | Pallas    | MPC                           |
| 225880     | 2001 YM67  | 18 dez 2001 | Socorro           | LINEAR              | —         | MPC                           |
| 225881     | 2001 YW68  | 18 dez 2001 | Socorro           | LINEAR              | —         | MPC                           |
| 225882     | 2001 YS70  | 18 dez 2001 | Socorro           | LINEAR              | —         | MPC                           |
| 225883     | 2001 YH71  | 18 dez 2001 | Socorro           | LINEAR              | —         | MPC                           |
| 225884     | 2001 YN81  | 18 dez 2001 | Socorro           | LINEAR              | Juno      | MPC                           |
| 225885     | 2001 YY88  | 18 dez 2001 | Socorro           | LINEAR              | —         | MPC                           |
| 225886     | 2001 YQ89  | 18 dez 2001 | Socorro           | LINEAR              | —         | MPC                           |
| 225887     | 2001 YP108 | 18 dez 2001 | Socorro           | LINEAR              | —         | MPC                           |
| 225888     | 2001 YD111 | 18 dez 2001 | Anderson Mesa     | LONEOS              | —         | MPC                           |
| 225889     | 2001 YK115 | 17 dez 2001 | Socorro           | LINEAR              | —         | MPC                           |
| 225890     | 2001 YY115 | 17 dez 2001 | Socorro           | LINEAR              | —         | MPC                           |
| 225891     | 2001 YC116 | 17 dez 2001 | Socorro           | LINEAR              | —         | MPC                           |
| 225892     | 2001 YM123 | 17 dez 2001 | Socorro           | LINEAR              | —         | MPC                           |
| 225893     | 2001 YE127 | 17 dez 2001 | Socorro           | LINEAR              | —         | MPC                           |
| 225894     | 2001 YV145 | 18 dez 2001 | Socorro           | LINEAR              | —         | MPC                           |
| 225895     | 2001 YJ153 | 19 dez 2001 | Anderson Mesa     | LONEOS              | Phocaea   | MPC                           |
| 225896     | 2001 YG154 | 19 dez 2001 | Palomar           | NEAT                | —         | MPC                           |
| 225897     | 2001 YH155 | 20 dez 2001 | Palomar           | NEAT                | —         | MPC                           |
| 225898     | 2002 AA1   | 6 jan 2002  | Goodricke-Pigott  | R. A. Tucker        | —         | MPC                           |
| 225899     | 2002 AS2   | 6 jan 2002  | Socorro           | LINEAR              | —         | MPC                           |
| 225900     | 2002 AF3   | 7 jan 2002  | Socorro           | LINEAR              | —         | MPC                           |

## 225901–226000
| Designação | Designação | Descoberta  | Descoberta        | Descobridor(es) | Categoria | Mais informações / Referência |
| Permanente | Provisória | Data        | Local             | Descobridor(es) | Categoria | Mais informações / Referência |
| ---------- | ---------- | ----------- | ----------------- | --------------- | --------- | ----------------------------- |
| 225901     | 2002 AR16  | 4 jan 2002  | Haleakala         | NEAT            | —         | MPC                           |
| 225902     | 2002 AF22  | 9 jan 2002  | Socorro           | LINEAR          | —         | MPC                           |
| 225903     | 2002 AH24  | 8 jan 2002  | Palomar           | NEAT            | —         | MPC                           |
| 225904     | 2002 AN25  | 8 jan 2002  | Palomar           | NEAT            | —         | MPC                           |
| 225905     | 2002 AW29  | 8 jan 2002  | Socorro           | LINEAR          | —         | MPC                           |
| 225906     | 2002 AO36  | 9 jan 2002  | Socorro           | LINEAR          | —         | MPC                           |
| 225907     | 2002 AX39  | 9 jan 2002  | Socorro           | LINEAR          | —         | MPC                           |
| 225908     | 2002 AC47  | 9 jan 2002  | Socorro           | LINEAR          | —         | MPC                           |
| 225909     | 2002 AM51  | 9 jan 2002  | Socorro           | LINEAR          | —         | MPC                           |
| 225910     | 2002 AS55  | 9 jan 2002  | Socorro           | LINEAR          | —         | MPC                           |
| 225911     | 2002 AA56  | 9 jan 2002  | Socorro           | LINEAR          | —         | MPC                           |
| 225912     | 2002 AW63  | 11 jan 2002 | Socorro           | LINEAR          | —         | MPC                           |
| 225913     | 2002 AM73  | 8 jan 2002  | Socorro           | LINEAR          | —         | MPC                           |
| 225914     | 2002 AR80  | 8 jan 2002  | Socorro           | LINEAR          | —         | MPC                           |
| 225915     | 2002 AA85  | 9 jan 2002  | Socorro           | LINEAR          | —         | MPC                           |
| 225916     | 2002 AX86  | 9 jan 2002  | Socorro           | LINEAR          | —         | MPC                           |
| 225917     | 2002 AR88  | 9 jan 2002  | Socorro           | LINEAR          | —         | MPC                           |
| 225918     | 2002 AZ96  | 8 jan 2002  | Socorro           | LINEAR          | —         | MPC                           |
| 225919     | 2002 AL102 | 8 jan 2002  | Socorro           | LINEAR          | —         | MPC                           |
| 225920     | 2002 AE105 | 9 jan 2002  | Socorro           | LINEAR          | —         | MPC                           |
| 225921     | 2002 AE106 | 9 jan 2002  | Socorro           | LINEAR          | —         | MPC                           |
| 225922     | 2002 AH107 | 9 jan 2002  | Socorro           | LINEAR          | —         | MPC                           |
| 225923     | 2002 AK109 | 9 jan 2002  | Socorro           | LINEAR          | —         | MPC                           |
| 225924     | 2002 AE116 | 9 jan 2002  | Socorro           | LINEAR          | —         | MPC                           |
| 225925     | 2002 AG131 | 12 jan 2002 | Palomar           | NEAT            | —         | MPC                           |
| 225926     | 2002 AL137 | 9 jan 2002  | Socorro           | LINEAR          | —         | MPC                           |
| 225927     | 2002 AU138 | 9 jan 2002  | Socorro           | LINEAR          | —         | MPC                           |
| 225928     | 2002 AM140 | 13 jan 2002 | Socorro           | LINEAR          | —         | MPC                           |
| 225929     | 2002 AQ144 | 13 jan 2002 | Socorro           | LINEAR          | —         | MPC                           |
| 225930     | 2002 AL161 | 13 jan 2002 | Socorro           | LINEAR          | —         | MPC                           |
| 225931     | 2002 AS170 | 14 jan 2002 | Socorro           | LINEAR          | —         | MPC                           |
| 225932     | 2002 AT170 | 14 jan 2002 | Socorro           | LINEAR          | —         | MPC                           |
| 225933     | 2002 AJ171 | 14 jan 2002 | Socorro           | LINEAR          | —         | MPC                           |
| 225934     | 2002 AT175 | 14 jan 2002 | Socorro           | LINEAR          | —         | MPC                           |
| 225935     | 2002 AV175 | 14 jan 2002 | Socorro           | LINEAR          | —         | MPC                           |
| 225936     | 2002 AT176 | 14 jan 2002 | Socorro           | LINEAR          | —         | MPC                           |
| 225937     | 2002 AA180 | 6 jan 2002  | Socorro           | LINEAR          | —         | MPC                           |
| 225938     | 2002 AV184 | 8 jan 2002  | Palomar           | NEAT            | Phocaea   | MPC                           |
| 225939     | 2002 AH185 | 8 jan 2002  | Socorro           | LINEAR          | —         | MPC                           |
| 225940     | 2002 AE187 | 8 jan 2002  | Socorro           | LINEAR          | —         | MPC                           |
| 225941     | 2002 AQ198 | 11 jan 2002 | Anderson Mesa     | LONEOS          | —         | MPC                           |
| 225942     | 2002 AK202 | 13 jan 2002 | Socorro           | LINEAR          | —         | MPC                           |
| 225943     | 2002 AM203 | 8 jan 2002  | Kitt Peak         | Spacewatch      | —         | MPC                           |
| 225944     | 2002 BX3   | 18 jan 2002 | Anderson Mesa     | LONEOS          | —         | MPC                           |
| 225945     | 2002 BE21  | 25 jan 2002 | Socorro           | LINEAR          | —         | MPC                           |
| 225946     | 2002 BT23  | 23 jan 2002 | Socorro           | LINEAR          | —         | MPC                           |
| 225947     | 2002 BN27  | 20 jan 2002 | Anderson Mesa     | LONEOS          | —         | MPC                           |
| 225948     | 2002 BJ29  | 20 jan 2002 | Anderson Mesa     | LONEOS          | —         | MPC                           |
| 225949     | 2002 BT29  | 21 jan 2002 | Anderson Mesa     | LONEOS          | —         | MPC                           |
| 225950     | 2002 CC2   | 3 fev 2002  | Palomar           | NEAT            | —         | MPC                           |
| 225951     | 2002 CF5   | 4 fev 2002  | Palomar           | NEAT            | —         | MPC                           |
| 225952     | 2002 CO5   | 4 fev 2002  | Haleakala         | NEAT            | —         | MPC                           |
| 225953     | 2002 CK24  | 6 fev 2002  | Haleakala         | NEAT            | —         | MPC                           |
| 225954     | 2002 CD27  | 6 fev 2002  | Socorro           | LINEAR          | —         | MPC                           |
| 225955     | 2002 CK27  | 6 fev 2002  | Socorro           | LINEAR          | —         | MPC                           |
| 225956     | 2002 CG31  | 6 fev 2002  | Socorro           | LINEAR          | —         | MPC                           |
| 225957     | 2002 CT33  | 6 fev 2002  | Socorro           | LINEAR          | —         | MPC                           |
| 225958     | 2002 CL60  | 6 fev 2002  | Socorro           | LINEAR          | —         | MPC                           |
| 225959     | 2002 CM62  | 6 fev 2002  | Socorro           | LINEAR          | —         | MPC                           |
| 225960     | 2002 CY64  | 6 fev 2002  | Socorro           | LINEAR          | —         | MPC                           |
| 225961     | 2002 CC71  | 7 fev 2002  | Socorro           | LINEAR          | —         | MPC                           |
| 225962     | 2002 CN87  | 7 fev 2002  | Socorro           | LINEAR          | —         | MPC                           |
| 225963     | 2002 CQ89  | 7 fev 2002  | Socorro           | LINEAR          | —         | MPC                           |
| 225964     | 2002 CG96  | 7 fev 2002  | Socorro           | LINEAR          | —         | MPC                           |
| 225965     | 2002 CM100 | 7 fev 2002  | Socorro           | LINEAR          | —         | MPC                           |
| 225966     | 2002 CK104 | 7 fev 2002  | Socorro           | LINEAR          | —         | MPC                           |
| 225967     | 2002 CS113 | 8 fev 2002  | Socorro           | LINEAR          | —         | MPC                           |
| 225968     | 2002 CF116 | 12 fev 2002 | Desert Eagle      | W. K. Y. Yeung  | —         | MPC                           |
| 225969     | 2002 CJ116 | 11 fev 2002 | Bohyunsan         | Bohyunsan Obs.  | —         | MPC                           |
| 225970     | 2002 CD121 | 7 fev 2002  | Socorro           | LINEAR          | —         | MPC                           |
| 225971     | 2002 CL135 | 8 fev 2002  | Socorro           | LINEAR          | —         | MPC                           |
| 225972     | 2002 CB141 | 8 fev 2002  | Socorro           | LINEAR          | —         | MPC                           |
| 225973     | 2002 CR142 | 9 fev 2002  | Socorro           | LINEAR          | —         | MPC                           |
| 225974     | 2002 CG160 | 8 fev 2002  | Socorro           | LINEAR          | —         | MPC                           |
| 225975     | 2002 CW160 | 8 fev 2002  | Socorro           | LINEAR          | —         | MPC                           |
| 225976     | 2002 CU164 | 8 fev 2002  | Socorro           | LINEAR          | —         | MPC                           |
| 225977     | 2002 CP180 | 10 fev 2002 | Socorro           | LINEAR          | —         | MPC                           |
| 225978     | 2002 CF186 | 10 fev 2002 | Socorro           | LINEAR          | —         | MPC                           |
| 225979     | 2002 CP189 | 10 fev 2002 | Socorro           | LINEAR          | —         | MPC                           |
| 225980     | 2002 CL196 | 10 fev 2002 | Socorro           | LINEAR          | —         | MPC                           |
| 225981     | 2002 CQ215 | 10 fev 2002 | Socorro           | LINEAR          | —         | MPC                           |
| 225982     | 2002 CR222 | 11 fev 2002 | Socorro           | LINEAR          | Eos       | MPC                           |
| 225983     | 2002 CH225 | 15 fev 2002 | Bergisch Gladbach | W. Bickel       | —         | MPC                           |
| 225984     | 2002 CJ228 | 6 fev 2002  | Palomar           | NEAT            | Vesta     | MPC                           |
| 225985     | 2002 CP235 | 8 fev 2002  | Socorro           | LINEAR          | —         | MPC                           |
| 225986     | 2002 CY237 | 11 fev 2002 | Socorro           | LINEAR          | Pallas    | MPC                           |
| 225987     | 2002 CT251 | 3 fev 2002  | Anderson Mesa     | LONEOS          | —         | MPC                           |
| 225988     | 2002 CC254 | 5 fev 2002  | Palomar           | NEAT            | —         | MPC                           |
| 225989     | 2002 CE259 | 6 fev 2002  | Anderson Mesa     | LONEOS          | —         | MPC                           |
| 225990     | 2002 CM259 | 6 fev 2002  | Palomar           | NEAT            | —         | MPC                           |
| 225991     | 2002 CK261 | 7 fev 2002  | Kitt Peak         | M. W. Buie      | —         | MPC                           |
| 225992     | 2002 CL289 | 10 fev 2002 | Socorro           | LINEAR          | —         | MPC                           |
| 225993     | 2002 CF309 | 10 fev 2002 | Socorro           | LINEAR          | Vesta     | MPC                           |
| 225994     | 2002 CF310 | 6 fev 2002  | Palomar           | NEAT            | —         | MPC                           |
| 225995     | 2002 DS    | 17 fev 2002 | Needville         | Needville Obs.  | —         | MPC                           |
| 225996     | 2002 DO6   | 20 fev 2002 | Kitt Peak         | Spacewatch      | —         | MPC                           |
| 225997     | 2002 DO7   | 19 fev 2002 | Socorro           | LINEAR          | —         | MPC                           |
| 225998     | 2002 DA8   | 19 fev 2002 | Socorro           | LINEAR          | Phocaea   | MPC                           |
| 225999     | 2002 D8    | 19 fev 2002 | Socorro           | LINEAR          | —         | MPC                           |
| 226000     | 2002 DK11  | 20 fev 2002 | Socorro           | LINEAR          | Eos       | MPC                           |